# Livre de la Genèse
« Genèse » redirige ici. Pour les autres significations, voir Genèse (homonymie).
« Genèse » redirige ici. Pour l’article homophone, voir Genèses.
Vous lisez un « bon article » labellisé en 2015.
Le Livre de la Genèse (hébreu : ספר בראשית (Sefer Bereshit), « Livre Au commencement » ; grec ancien : Βιϐλίον τῆς Γενέσεως / Biblíon tês Genéseōs, « Livre de la Naissance » ; syriaque : ܣܦܪܐ ܕܒܪܝܬܐ (Sifra deBrita), « Livre de l'Alliance » ; latin : Liber Genesis) est le premier livre de la Bible. Ce texte est fondamental pour le judaïsme et le christianisme.
Récit des origines, il commence par la création du monde, œuvre de Dieu, suivie d'une narration relatant la création de l'humanité comme étant homme et femme. Adam et Ève forment ce premier couple originel. Ils désobéissent à Dieu et sont exclus du jardin d'Éden. Ils ont une descendance qui s'entretue. Avec le temps, Dieu constatant que les humains sont malfaisants, décide de leur envoyer un châtiment à travers le Déluge. Seuls Noé, considéré comme juste, et sa famille sont sauvés. Plus tard, Dieu différencie les langues et disperse l'humanité sur la surface de la Terre, après l'épisode de la tour de Babel. L'essentiel de la Genèse est ensuite consacré aux cycles d'Abram qui devient d'Abraham, un nomade arrivé dans le pays de Canaan sur inspiration divine, de son petit-fils Jacob, dont la plupart des aventures ont pour cadre le nord du pays, et de ses fils, spécialement Joseph.
La tradition juive et chrétienne reconnaît Moïse comme auteur unique, comme pour les autres livres de la Torah (Pentateuque). Les recherches exégétiques, archéologiques et historiques tendent, au vu des nombreux anachronismes, redondances et variations du texte, à remettre en cause l'unicité de son auteur sans pouvoir le démontrer formellement. Ainsi, la Genèse serait, pour l'exégèse historico-critique du XXIe siècle, la compilation de textes écrits entre les VIIIe et IIe siècles av. J.-C., sachant que ces récits relèvent, non pas du registre historique, mais avant tout d'une littérature spirituelle et anthropologique qui s'appuie sur des éléments historiques pour donner du sens aux événements.
La Genèse est largement commentée par les rabbins et par les théologiens chrétiens. Avec l'avènement de l'islam, ses personnages font l'objet de multiples interprétations dans le Coran et ses commentaires.
De nos jours, certains fondamentalistes, surtout dans des Églises évangéliques, défendent l'idée du créationnisme, une théorie qui s'appuie sur une lecture littérale de la Genèse, qui serait historiquement et scientifiquement valable. Cependant, cette position est rejetée par l'ensemble des scientifiques et par certaines autorités religieuses. L'Église catholique quant à elle n'affirme aucune hypothèse définitive autre que la création de l'âme directement par Dieu.

## Titre

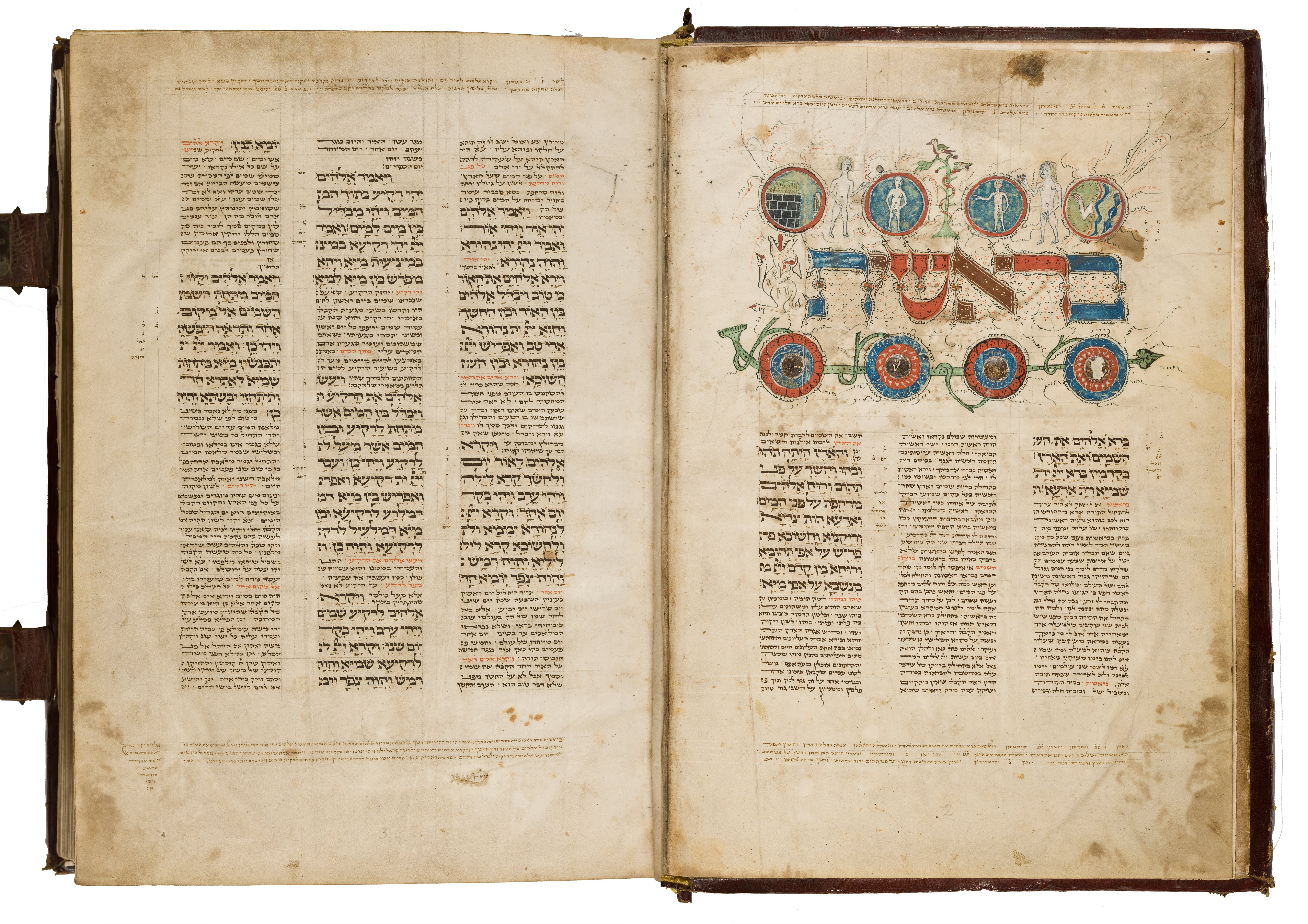
Bereshit, première page de la Bible hébraïque, manuscrit du XIVe siècle.

En hébreu, sa langue d'origine, le livre s'intitule ספר בראשית, Sefer Bereshit, ce qui signifie « Livre du commencement », en reprenant le premier mot du premier verset : Bereshit, בראשית, « Au Commencement ». La tradition du judaïsme est en effet de désigner les livres de la Torah par leur premier mot,.
Le mot « Genèse » vient du thème d'ouverture : le « commencement », l'« origine », le « principe ». Cette notion se traduit en grec ancien, au nominatif, par Γένεσις, Genesis. La Septante grecque l'intitule donc « Livre du Commencement » : Βιϐλίον τῆς Γενέσεως, Biblion tès Geneseôs (au génitif), ou plus simplement Genesis. En latin, le nom est Liber Genesis.

## Résumé
Entièrement centré sur la question des origines, le Livre de la Genèse présente d'abord celles de l'humanité dans son principe (Gn 1–11), avant de relater celles du peuple d'Israël en particulier, à travers l'histoire de ses ancêtres (Gn 12–50). Il peut être divisé en quatre parties : l'histoire des origines (Gn 1,1–11,9), l'histoire d'Abraham et de ses deux fils (Gn 11,10–25,18), la geste de Jacob (Gn 25,19–36,43) et enfin l'histoire de Joseph (Gn 37,1–50,26).

### Récit des origines (1-11)

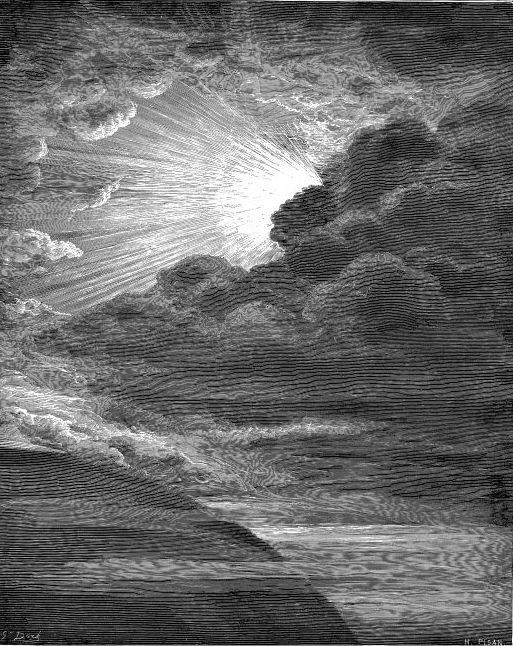
Création de la Lumière, gravure de Gustave Doré.

Le chapitre 1 et le début du chapitre 2 décrivent la création en six jours (qui constituent comme des cycles de création) de l'univers et de ce qui s'y trouve (éléments, végétaux, animaux). L'humanité (homme et femme) est créée le sixième jour, et la création se termine par un repos, le Shabbat, le septième jour.
À partir de Gn 2,4b, comme une forme de zoom, le récit offre une seconde version de la création des êtres humains, de l'homme d’abord puis de la femme. Au chapitre 2, Dieu place l'homme (Adam) créé à partir de la terre (adama) dans un jardin, le jardin d'Éden « pour le cultiver et pour le garder » (Gn 2,15). Il l'autorise à manger de tous les arbres du jardin, à l'exception de l'arbre de la connaissance du bien et du mal (Gn 2,16–17). Puis il crée la femme (Ève). Au chapitre 3, un tentateur sous forme de serpent trompe la femme, qui mange le fruit de l'arbre de la connaissance du bien et du mal, et en donne ensuite à l'homme. Ainsi, ils découvrent l’un et l’autre qu’ils sont nus. À cause de leur désobéissance, l'homme et la femme sont chassés du jardin d'Éden.

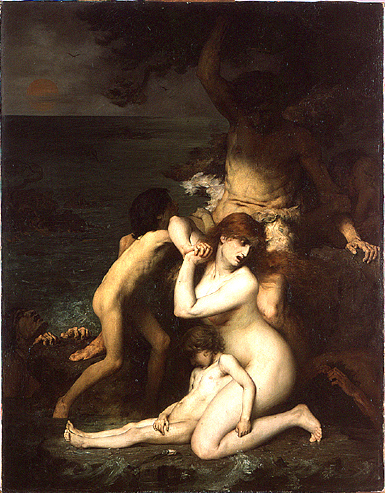
Une scène du Déluge, par Gabriel Ferrier, 1872.

Au chapitre 4, la descendance d’Adam et d’Ève commence à se montrer violente, et c'est alors que survient le meurtre d'Abel par son frère Caïn. Les descendants de Caïn se montrent eux aussi particulièrement violents. Le chapitre 5 présente une lignée d'humains plus pieux, allant d'Hénoch à Noé, qui tente de contrebalancer cette violence. Dans les chapitres 6 à 8, à cause de la corruption des hommes, Dieu provoque un Déluge, auquel seuls la famille de Noé et les animaux par couples, survivent. Au chapitre 9, Dieu établit alors une alliance avec les humains survivants, promettant de ne plus amener de Déluge sur la Terre. À la fin du chapitre, Noé plante une vigne, puis s'enivre de son vin et se dénude. Son fils Cham le voit nu et au lieu de le couvrir, il court prévenir ses frères. Cela vaut à son fils d'être maudit.
Le chapitre 10 évoque les familles qui sont à l'origine de la dispersion de l'Humanité sur la terre, présentant ce que l'on appelle la Table des nations. Le chapitre 11 narre l'épisode de la Tour de Babel, où apparaissent les langues et se dispersent les nations. Il donne aussi la généalogie qui va de Sem (un des fils de Noé) à Abraham.

### Histoire d'Abraham et de ses deux fils (12-25)
Les chapitres 12 et 13 commencent par l'appel d'Abram qui devient par la suite Abraham et son arrivée en Canaan, où Dieu lui promet de posséder un jour cette terre. Lui et sa femme Sarah se rendent ensuite en Égypte, puis à Béthel. Au chapitre 14, Abraham sauve Loth des mains des rois de Sodome, de Gomorrhe, et d'autres contrées. Puis il rencontre Melchisédech, roi de Salem.
La promesse faite à Abraham d'avoir un jour non seulement un fils, mais aussi une descendance innombrable et une terre, est confirmée au chapitre 15. Agar, servante égyptienne de Sarah, tombe alors enceinte des œuvres d'Abram, puis donne naissance à Ismaël (chapitre 16). Au chapitre suivant, le nom d'Abram est changé en Abraham et une alliance est conclue avec Abraham et sa future descendance par Sarah. Ismaël et sa descendance sont aussi bénis. Toute la maisonnée d'Abraham est alors circoncise. Dieu envoie encore trois hommes qui apparaissent à Abraham près du chêne de Mambré. Ils prédisent la naissance d'Isaac, ce qui fait rire Sarah (Gn 18,1–18,16).
À la fin du chapitre 18, Abraham intercède auprès de Dieu en faveur des habitants de Sodome et de Gomorrhe, et Dieu promet de les épargner s'il y a au moins dix justes dans ces villes. Le chapitre 19 décrit ensuite la destruction de Sodome et de Gomorrhe et le sauvetage de Loth. Sa femme, qui se retourne lors de la fuite, est changée en colonne de sel.
Au chapitre 20, Abraham et Sarah se rendent chez Abimelech, roi de la ville de Guérar, qui craint Dieu. Le chapitre 21 voit la naissance d'Isaac, rapidement suivie du renvoi d'Agar et de son fils Ismaël, puis d'un traité de non-agression entre Abraham et Abimelech. Abraham est alors mis à l'épreuve lorsque Dieu lui demande de sacrifier son propre fils, ce qu'Abraham consent à faire. Sa main est arrêtée par Dieu au dernier moment (chapitre 22). Au chapitre 23, Sarah meurt et Abraham fait alors l'acquisition d'une sépulture familiale près de Mambré.
Puis le temps arrive où il faut choisir une femme pour son fils Isaac. Abraham, alors âgé, envoie son serviteur en Mésopotamie dans ce but. Ce dernier y choisit Rébecca (chapitre 24). Au chapitre 25, Abraham prend une nouvelle femme : Ketourah, qui lui donne une descendance nombreuse. Sa mort est ensuite décrite, et il est enseveli par ses fils dans la sépulture qu'il avait choisie pour Sarah. Le chapitre continue par la descendance d'Ismaël (Gn 25,12–18).

### Geste de Jacob (25-36)

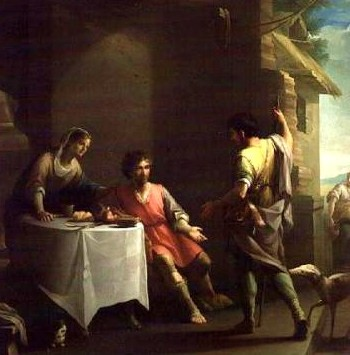
Esaü vend son droit d'aînesse à Jacob, par Zacarías González Velázquez.

La fin du chapitre 25 décrit la naissance des enfants d'Isaac, les jumeaux rivaux Jacob et Ésaü (Édom), puis la vente du droit d'aînesse de ce dernier à Jacob. Le chapitre 26 fait une parenthèse sur l'histoire d'Isaac, qui fait passer sa femme pour sa sœur aux yeux d'Abimelech. Le chapitre suivant revient sur la rivalité entre les deux frères : Jacob vole par la ruse la bénédiction qui revient à Esaü, puis fuit lorsque ce dernier menace de se venger. Le chapitre 28 propose une autre motivation pour le départ de Jacob, et décrit un songe divin où il voit une échelle parcourue par des anges avec YHWH à son sommet. Il nomme le lieu de ce songe Béthel.
Au chapitre 29, Jacob arrive chez Laban, où il travaille une première fois sept années pour pouvoir se marier avec Rachel, mais reçoit en échange sa sœur Léa comme femme. Il travaille donc une nouvelle fois sept années pour pouvoir s'unir avec Rachel. De ses deux femmes, Jacob devient père de plusieurs fils. Grâce à un stratagème, Jacob prospère et s'enrichit bien plus que Laban (chapitre 30). Cela mène à un conflit avec Laban, qui devient jaloux de cette réussite. Après d'âpres discussions, un traité est conclu, et chacun définit les frontières de ses terres (chapitre 31).
L'affrontement avec Esaü semble imminent. Juste avant qu'il ait lieu, Jacob rencontre Dieu à Penuel, au cours d'un combat couramment désigné comme la lutte de Jacob avec l'ange, et reçoit alors le nom d'Israël (chapitre 32). Au chapitre suivant, Jacob rencontre Esaü, mais au lieu de s'affronter, les deux frères se réconcilient. Jacob construit alors un autel à « El, Dieu d'Israël ».
L'histoire du viol de Dinah et le massacre des Sichémites sont racontés au chapitre 34. Puis Jacob et son clan reviennent à Béthel, où naît Benjamin et où meurt Rachel (chapitre 35). Le chapitre 36 se concentre sur Esaü et sa descendance.

### Histoire de Joseph (37-50)

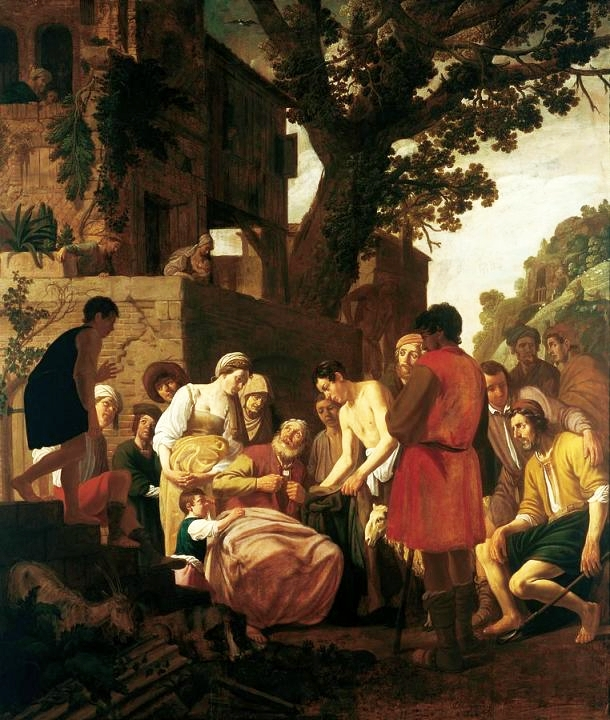
Le manteau couvert du sang de Joseph est rapporté à Jacob, par Claes Cornelisz. Moeyaert, 1624.

Joseph, qui est le fils de Jacob, est privilégié parmi ses frères. Il fait deux rêves dans lesquels il se voit, sous diverses formes oniriques, élevé au-dessus d'eux. Cela les rend tellement jaloux qu'ils le vendent pour servir comme esclave en Égypte, et le font passer pour mort aux yeux de leur père Jacob (chapitre 37). Le chapitre suivant relate l'histoire de Juda et de Tamar. Cette dernière est tout d'abord donnée pour femme aux fils aînés de Juda, qui meurent tous deux. Se faisant passer pour une prostituée aux yeux de leur père, elle tombe enceinte de lui, puis met au monde deux jumeaux.
En Égypte, Joseph est au service de Potiphar, mais la femme de ce dernier le désire et comme Joseph refuse de trahir son maître avec elle, elle s'arrange pour le faire mettre en prison (chapitre 39). Là, il interprète d'abord les rêves du panetier et de l'échanson de Pharaon (chapitre 40). Il réitère cela au palais après que Pharaon lui-même a fait un rêve étrange qui annonce une famine sur l'Égypte. Pour le remercier, Pharaon le nomme alors vice-roi du pays (chapitre 41).
La famine pousse les frères de Joseph à faire un premier voyage en Égypte. Seul Benjamin n'est pas du voyage. En Égypte, ils ne reconnaissent pas Joseph. Ce dernier s'arrange pour retenir Siméon en prison, puis laisse partir ses frères en leur faisant promettre qu'ils reviendraient avec Benjamin (chapitre 42). Après avoir convaincu Jacob de laisser partir Benjamin, ils effectuent un second voyage avec lui, et c'est alors que Joseph se fait reconnaître et leur pardonne. Leur père Jacob est invité à venir en Égypte (chapitres 43-45). Jacob et sa famille s'installent alors en Égypte (chapitre 46). Lorsqu'une famine frappe le pays, Joseph, en tant que vice-roi, en profite pour enrichir Pharaon et établir des lois qui lui assurent des revenus réguliers (chapitre 47).
À la fin du chapitre 47, Jacob est mourant. Il bénit alors un à un ses douze fils et leurs descendances, qui forment les douze tribus d'Israël, et demande à être enterré dans la tombe ancestrale (chapitres 48 et 49). Le chapitre 50 décrit l'enterrement de Jacob et s'achève sur la mort de Joseph.

## Plan

### Place dans la Bible

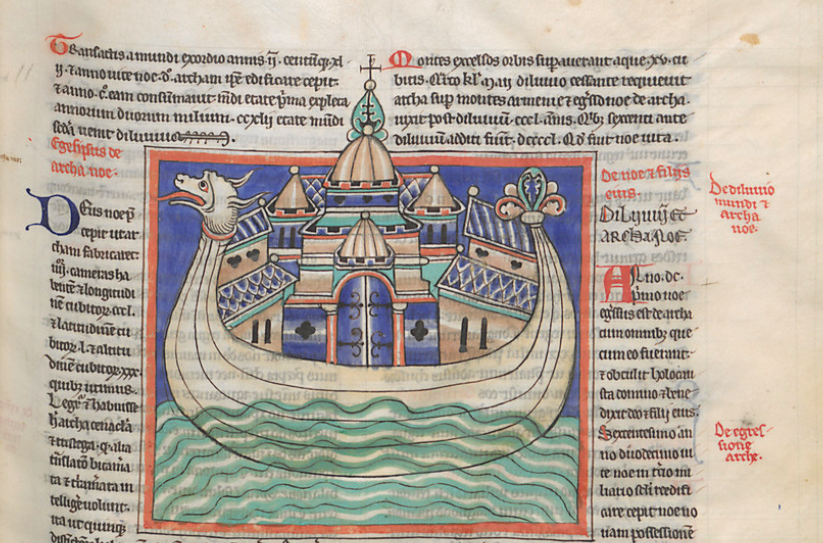
L'Arche de Noé, enluminure du Liber floridus (v. 1260). BNF, folio 45.

La Genèse est le premier livre de la Bible, tous canons confondus. Dans la Bible hébraïque, c'est le premier livre de la Torah (« la Loi »). Dans la Septante grecque, c'est le premier livre du Pentateuque (« cinq livres de Moïse »). Le texte ne contient que de très minimes différences entre les deux versions, les plus importantes se trouvant dans les chapitres traitant de chronologie (chapitres 5, 8 et 11).
Dans le Pentateuque, la Genèse occupe une place particulière. Elle contient des parallèles avec le Deutéronome, puisque dans ces deux livres, l'avant-dernier chapitre contient une bénédiction des douze fils/tribus d'Israël. Ces bénédictions sont toutes deux prononcées juste avant leur mort par des figures emblématiques d'Israël : Jacob (Genèse chap. 49) et Moïse (Deutéronome chap. 33). De plus, le dernier discours de YHWH à Moïse (Deutéronome 34, 4) est une citation littérale de la promesse divine faite à Abraham en Gn 12,7.
La Genèse est une sorte de prélude à l'histoire du peuple d'Israël conduit par Moïse. Elle est particulière en ce sens que contrairement aux autres livres du Pentateuque, elle ne constitue pas une partie de la biographie de Moïse. Elle est aussi très majoritairement composée de récits, alors que les autres livres du Pentateuque alternent les narrations et les lois. Son style narratif peut être très élaboré. Comme pour d'autres livres du Pentateuque, la Genèse contient certains textes poétiques, notamment Gn 27,27, Gn 29,39–40, et Genèse chapitre 49.
Les thèmes développés dans la Genèse se retrouvent dans d'autres parties de la Bible. Par exemple, la création est souvent citée dans Isaïe, mais aussi dans les Psaumes, où l'être humain est présenté à l'image de Dieu. Il y est fait aussi référence dans les Proverbes et dans Job. Dans le Nouveau Testament, Jean commence son évangile en faisant directement référence au récit de la création du monde. Les Épîtres aux Corinthiens font référence à l'homme créé à l'image de Dieu, et celle aux Romains à la misère provoquée par la réalité du péché,.

### Structure
La formule « et voici les générations » (hébreu : אֵלֶּה תּוֹלְדֹת, éleh toledot) ou une variante, « voici le livre des générations », revient dix fois dans la Genèse. De nombreux exégètes proposent donc un découpage de la Genèse selon les dix sections introduites par ces formules appelées toledot. Ce découpage est composé de deux parties principales, chacune étant divisée en cinq sous-sections, :
- l'histoire primitive (Genèse 1-11,26), comprenant :
  - prologue sans tolédot : premier récit sacerdotal de la création (1,1-2,4a),
  - histoire d'Adam et Ève (2,4-4,25),
  - histoire des Adamites (5,1-6,8),
  - histoire de Noé et du Déluge (6,9-9,29),
  - liste des descendants de Noé (10,1-11,9),
  - histoire des fils de Sem (11,10-26) ;
- l'histoire patriarcale (Genèse 11,27-50), comprenant :
  - histoire de Térah et d'Abraham (11,27-25,11),
  - histoire d'Ismaël (25,12-18),
  - histoire d'Isaac (25,19-35,29),
  - histoire d'Esaü (36,1-43),
  - histoire de Jacob et de son fils Joseph (37,1-50).

## Auteurs et datation
Le Livre de la Genèse ne mentionne aucun auteur. Selon les traditions juives et chrétiennes (traditions reçues entre autres par Philon, Josèphe, la Mishna et le Talmud), il fut dicté dans son intégralité, comme le reste de la Torah, par Dieu à Moïse sur le mont Sinaï. Comme nombre de lois contenues dans la Torah sont attribuées à Moïse, il se peut que les premiers commentateurs bibliques l'aient vu comme l'auteur le plus probable de l'intégralité du texte.

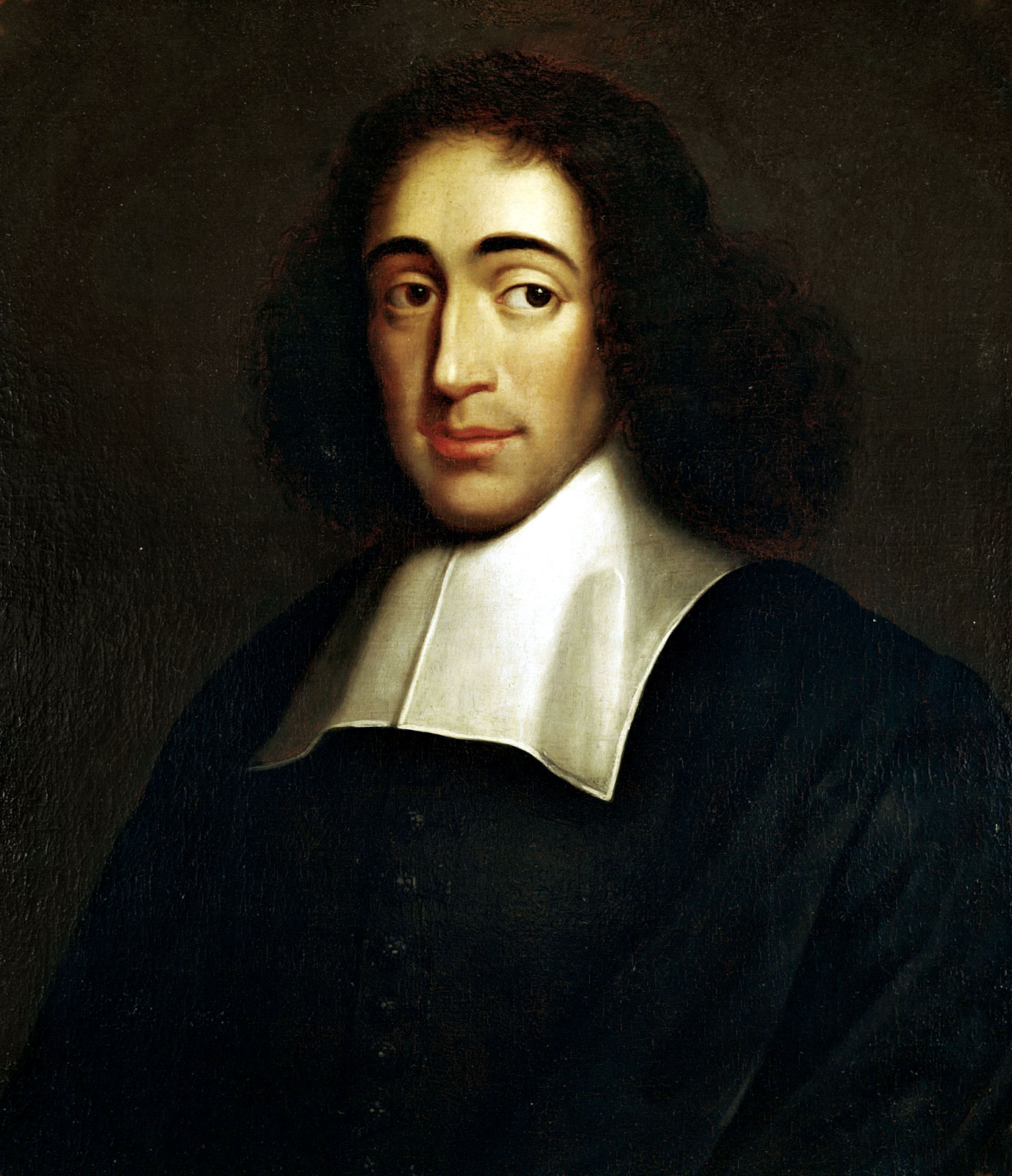
Le philosophe Spinoza interroge au XVIIe siècle l'historicité de la Genèse.

Cependant, l'étude sémantique et linguistique des termes utilisés et les contradictions entre les différentes légendes qui s'y entremêlent amènent, avec par exemple Spinoza au XVIIe siècle, à remettre en question son historicité et l'unicité de son auteur. En 1753, Jean Astruc défend ce point de vue en identifiant des sources diverses, qui se croisent et s'enchevêtrent, dans l'histoire des origines des onze premiers chapitres du livre. À la fin du XIXe siècle, Julius Wellhausen propose un découpage du Pentateuque, et donc de la Genèse, en plusieurs documents, selon l'hypothèse documentaire. Cette théorie est reprise et développée après lui, et domine l'exégèse historico-critique jusque dans les années 1970. Par la suite, le modèle de Wellhausen est fortement remis en cause, mais les bases qu'il a jetées, c'est-à-dire le fait que le Pentateuque serait issu de plusieurs sources, restent d'actualité,.
Il existe aujourd'hui plusieurs théories concurrentes, dont l'hypothèse documentaire, la théorie des fragments et la théorie des compléments. Toutefois, la distinction entre les textes sacerdotaux (P) et non sacerdotaux (non-P) demeure un acquis fondamental. Les problèmes en suspens tournent autour de la mise en œuvre de ces textes. De plus, quel que soit le modèle proposé, les chercheurs s'accordent pour affirmer que c'est à l'époque perse que la Torah (Pentateuque) est rassemblée en un texte unique (ère exilique et postexilique durant laquelle les exilés judéens fondent la province de Yehoud Medinata).
La recherche actuelle s'interroge notamment sur la place de la Genèse dans l'ensemble du Pentateuque. En effet, ce livre se distingue par son style et par ses thèmes. Certains chercheurs envisagent donc qu'il n'y a été inclus que tardivement. Ainsi, la « théorie des fragments », qui implique une compilation tardive de traditions distinctes, refait surface. Elle explique notamment pourquoi l'histoire de Joseph n'est pratiquement jamais mentionnée dans les parties historiques de la Bible. La raison de cette absence serait que ce « fragment », en tant qu'histoire indépendante, aurait été ajouté ultérieurement. Il en est de même de l'histoire des origines (Genèse 1-11), qui semble totalement séparée du reste, sauf pour un raccord tardif en Genèse 12,1-3. Dans cette optique, ce serait l'école sacerdotale qui aurait rassemblé ces fragments et ajouté des raccords pour en faire un ensemble cohérent.

### Anachronismes
Les autres livres de la Bible fournissent le nombre d'années écoulées depuis les événements de la Genèse. Cette chronologie situe le récit des patriarches plus de 1 500 ans av. J.-C., soit durant l'âge du bronze. Cependant, beaucoup d'historiens contemporains estiment que le texte n'a pu être composé que plus tard, à cause des anachronismes qu'ils identifient dans le récit. Pour cette raison, ils estiment qu'il ne peut être utilisé comme source historique concernant cette période.
Un des exemples souvent cités est la caravane de chameaux transportant des marchandises décrite dans l'histoire de Joseph (37,25). Cette description correspondrait à un commerce exercé au VIIIe ou au VIIe siècle av. J.-C. sous la surveillance de l'Empire assyrien. Il n'existe en effet aucune mention de chameaux dans le Levant durant le IIe millénaire av. J.-C., et les fouilles n'ont mis au jour qu'un petit nombre d'ossements de cet animal pour cette période. Leur domestication s'opère progressivement pour atteindre un stade avancé durant le dernier tiers du IIe millénaire av. J.-C., et ils ne sont massivement utilisés que vers le VIIe siècle av. J.-C..
La mention des Philistins, présentés comme installés dans la cité de Guérar sous la domination d'un roi (26,1), est aussi considérée comme anachronique. En effet, l'archéologie n'a trouvé que des traces d'établissement philistin en Canaan postérieures à 1200 av. J.-C.,, leurs villes prospérant lentement durant les siècles qui suivent. La cité de Guérar devient un centre important vers la fin du VIIIe ou au VIIe siècle av. J.-C., ce qui donne un indice supplémentaire laissant penser que le texte qui en parle est rédigé à cette époque. La référence à la cité d'« Ur des Chaldéens » est aussi considérée comme anachronique, puisque les Chaldéens n'apparaissent en Mésopotamie que longtemps après l'époque patriarcale, soit vers le IXe siècle av. J.-C.,. La ville n'est d'ailleurs nommée ainsi qu'à partir de la période néo-babylonienne. De même, les rois édomites mentionnés en Genèse (chapitre 36) ne concordent pas avec les traces d'installation de ce peuple trouvées en Transjordanie, installation qui ne se produit qu'après le XIIIe siècle av. J.-C.,.
Israël Finkelstein et Neil Asher Silberman concluent ainsi : « Ces anachronismes, et bien d'autres, indiquent que les VIIIe et VIIe siècles av. J.-C. ont été une période particulièrement active de composition du récit des patriarches. »

### Duplications et ruptures littéraires
Comme souvent dans la Bible, le Livre de la Genèse contient certains passages en double, voire en triple. Par exemple, il existe deux récits de création : le premier (Genèse 1,1-2,3) emploie exclusivement Elohim pour désigner Dieu, tandis que le second (Genèse 2,4-3,24) utilise exclusivement « YHWH Elohim »,. On trouve de même deux chronologies et descriptions différentes du Déluge, l'une où Noé sauve un couple de chaque animal (Genèse 6,19-20), l'autre où il n'en sauve que sept des espèces pures (Genèse 7,2-3),. L'épisode où Abraham fait passer Sarah pour sa sœur au lieu de son épouse se retrouve lui aussi en plusieurs exemplaires : au chapitre 12, où Dieu est nommé YHWH, et au chapitre 20, où il est nommé Elohim,,. L'histoire de l'expulsion d'Agar, la mère d'Ismaël, se retrouve de même en deux exemplaires, en Genèse 16,1-16 et 21,9-21. Les noms des femmes d'Esaü donnés en Genèse 26,34 et 28,9 ne correspondent pas à ceux donnés en Genèse 36,2-3.
Le texte est aussi l'objet de ruptures littéraires. Par exemple, le récit de la vente de Joseph à Potiphar est interrompu à la fin du chapitre 37, pour reprendre au chapitre 39. Le chapitre 38, qui parle de Juda, coupe ce récit. Cela se reproduit avec le chapitre 49, qui interrompt en plein milieu l'histoire de Joseph et de son père mourant.
Ces duplications et ces ruptures littéraires confirment que la rédaction finale du Livre de la Genèse est, comme le Pentateuque, la compilation de différents écrits provenant de plusieurs sources ou l'ultime couche rédactionnelle venue réinterpréter ou réadapter un livre déjà constitué.

### Couches rédactionnelles
Albert de Pury et Christoph Uehlinger, dans l'Introduction à l'Ancien Testament, distinguent plusieurs couches rédactionnelles dans la Genèse :
- la geste de Jacob non sacerdotale (anciennement nommée « JE ») qui vient vraisemblablement d'une tradition du royaume du Nord ; elle est produite dans sa version première à la suite de sa destruction vers 720 av. J.-C., au sanctuaire de Béthel (par exemple : Genèse 28,10-22 ; chap. 29-31 ; 32,23-33[62] ;
- un récit pré-sacerdotal (l'ancien « Yahwiste »), qui produit sauf exceptions les textes en YHWH, vraisemblablement durant le VIe siècle av. J.-C.[63] ;
- une relecture de ce récit (l'ancien « Yéhowiste ») qui l'amplifie considérablement, entre le Ve et le IVe siècle av. J.-C. ; exemples incluant le développement précédent : Genèse 2,4b-9a et 16-25 ; 4,1-24 ; 6,5-8 ; 8,6-13b ; 8,20-22[63] ;
- un récit dit « sacerdotal » (P), qui produit les textes en Elohim[63] (incluant le cycle de Jacob[64]) et que la majorité des commentateurs considèrent comme une source autonome[63] ; par exemple Genèse 1,1-2,4a ; 5,1-32 ; 9,1-17 ; 17,1-27 (sauf verset 14)[65] ;
- une rédaction (R) finale de l'ensemble à la fin du IVe ou au début du IIIe siècle av. J.-C.[66], incluant l'histoire de Joseph qui est écrite vraisemblablement entre le VIe et le IVe siècle av. J.-C.[67] ; par exemple : Genèse 6,1-4 ; 9,20-27 ; 11,1-9 ; 50,15-21 ;
- des passages sont ensuite ajoutés tardivement ; par exemple Genèse chap. 38 ; chap. 49 (qui contient semble-t-il des matériaux plus anciens)[60].

Selon Ronald Hendel, certains passages comme Genèse chapitre 14 ou Genèse 49,2-27 sont indépendants, et proviennent donc vraisemblablement d'une source distincte de J, E ou P. En outre, certains spécialistes ont noté que plusieurs promesses divines semblent appartenir à une strate séparée. Ces promesses ont donc vraisemblablement été ajoutées au texte combiné JE avant la rédaction sacerdotale (P).
Pour Robert Alter, mis à part quelques rares exceptions, la rédaction finale du texte de la Genèse est d'une grande cohérence narrative, et les contradictions et répétitions du texte sont voulues. Le rédacteur final n'a donc selon lui pas assemblé de manière purement mécanique les traditions anciennes, mais a usé de techniques littéraires subtiles afin d'atteindre un but précis. Alter compare la rédaction de la Genèse à l'élévation d'une cathédrale de l'Europe médiévale, qui évolue au fil des siècles, mais dont l'état final est le résultat de la volonté délibérée des derniers bâtisseurs.

## Historicité du récit

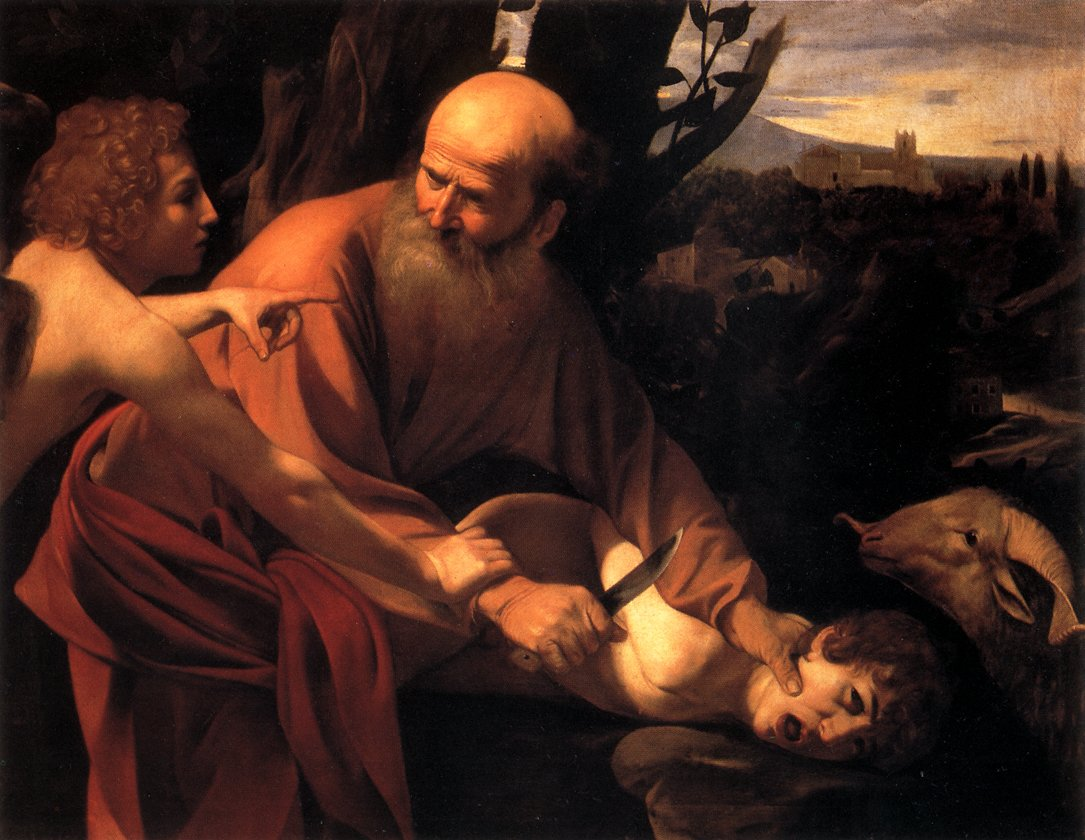
Abraham, figure historique ou légendaire ?
Le sacrifice d'Isaac, Caravage, v.1597-1598. Galerie des Offices (Florence).

### Remise en cause de l'historicité
La recherche historico-critique s'accorde aujourd'hui sur le fait que les 11 premiers chapitres de la Genèse ne constituent pas un récit historique et factuel des origines du monde. Il n'en fut pas ainsi de tout temps. Après Spinoza, Alfred Loisy, entre autres, a affirmé la non-historicité de ces chapitres dans la leçon de clôture de son cours d'exégèse biblique de l'année 1891-1892, et fut à l'origine de ce que l'on a appelé la « crise moderniste ».
Il est aujourd'hui largement accepté que l'histoire des patriarches provient d'une tradition orale plus ancienne. Cependant, même si cette tradition orale semble avoir préservé certains détails historiques, les évènements et les thèmes abordés reflètent en fait des préoccupations contemporaines de leur mise par écrit, qui est largement postérieure.
Par exemple, l'histoire de Joseph qui est élevé au-dessus de ses frères reflète vraisemblablement un temps où les tribus de Joseph (Ephraïm et Manassé) dominaient. Il est aussi possible que cette histoire s'inspire de celle des Hyksôs, qui portaient des noms ouest-sémitiques, et dominaient l'Égypte entre 1670 et 1570 av. J.-C. De même, la prépondérance de Jacob sur Ésaü dans le cycle de Jacob pourrait correspondre à la période durant laquelle Édom était un vassal d'Israël, entre le Xe et le milieu du IXe siècle av. J.-C..
Ainsi, il faut voir les récits des patriarches non comme des comptes-rendus historiques, mais plutôt comme la personnification d'entités plus importantes comme des tribus ou des peuples. Ces récits reflètent en effet les relations qui existent entre les premières tribus d'Israël, ou durant l'établissement de la monarchie. C'est alors que se forme l'identité de la nation d'Israël, et par là même ses traditions communes. Selon Albert de Pury, les histoires des patriarches contenues dans la Genèse semblent avoir été écrites par les hommes du Sud (Juda) pour revendiquer des droits sur le territoire du Nord (Israël).
Selon Alan Ralph Millard, cette logique ne doit pas être appliquée aveuglément, car il semblerait plausible de voir en la tradition d'Abraham certains éléments biographiques d'un personnage ayant réellement existé au début du IIe millénaire av. J.-C., même s'il n'existe aucun élément du récit biblique interdisant que cette histoire ne se déroule des siècles plus tard. Cela dit, la majorité des spécialistes estime qu'il ne reste dans la Genèse que peu ou pas du tout de mémoire d'événements datant de la période pré-israélite,,. Ainsi, les spécialistes considèrent les récits sur Abraham comme en bonne partie légendaires et théologiques. Ils sont d'ailleurs écrits de nombreux siècles après l'époque supposée du personnage.

### Comparaison avec les autres mythologies

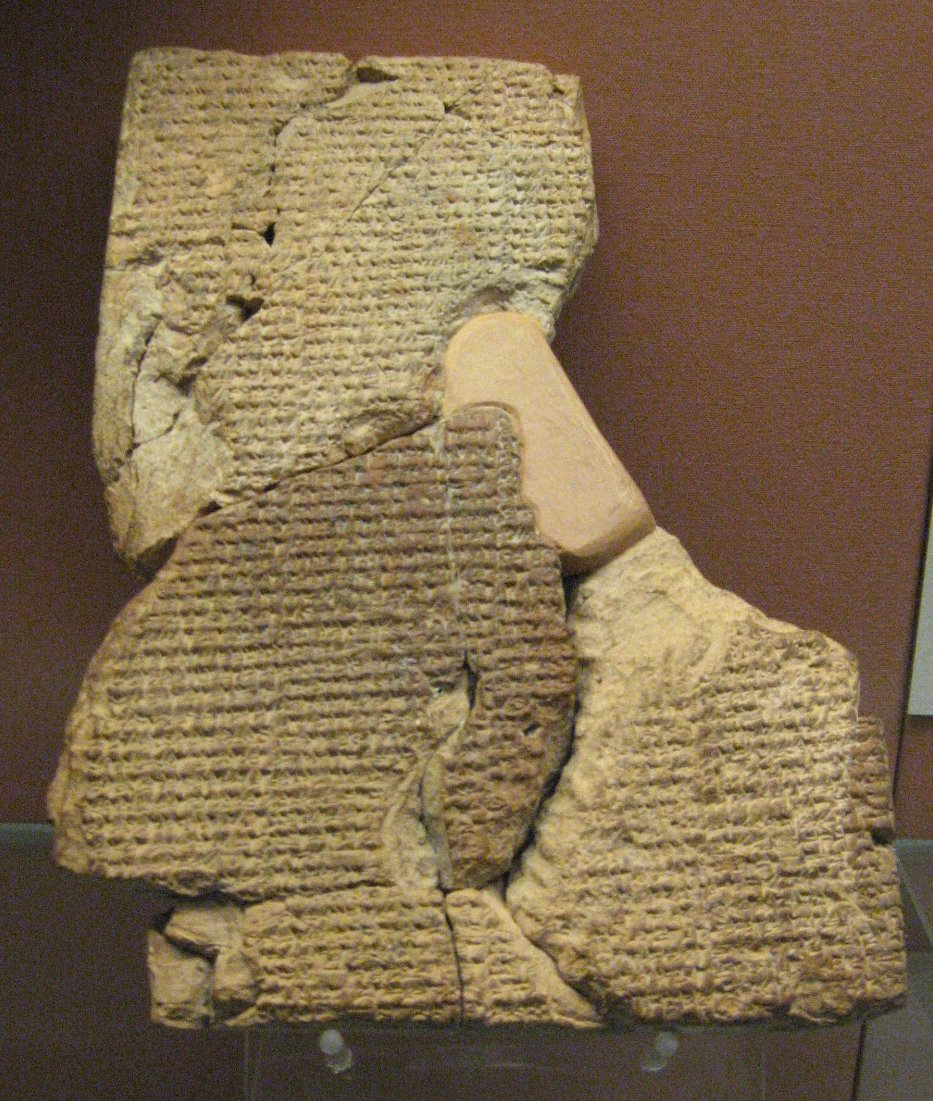
Tablette cunéiforme contenant l'épopée d'Atrahasis. British Museum.

En 1901, Hermann Gunkel publie Die Sagen der Genesis (Les Légendes de la Genèse), un commentaire sur la Genèse qui la met en perspective par rapport aux récits des cultures parallèles, dont celles de l'Assyrie et de Babylone. Dans ce commentaire, Gunkel répète en leitmotiv que « la Genèse est une collection de légendes », ce qui suscite la polémique à l'époque,,.
La polémique est nettement moins forte un siècle plus tard, un quasi-consensus s'étant dégagé sur cette question. L'étude des mythologies de l'Égypte (notamment la cosmogonie héliopolitaine), du Proche-Orient et de l'Asie Mineure montre en effet une très grande proximité entre la Genèse et d'autres récits mythologiques qui étaient vraisemblablement connus des rédacteurs bibliques, comme ceux de l'Enuma Elish (Genèse chap. 1), d'Atrahasis (Genèse chap. 2) ou de Gilgamesh (Genèse chap. 7),. L'histoire de la tour de Babel (Genèse chap. 11) semble aussi avoir des origines babyloniennes. De plus, l'épisode où la femme de Potiphar tente de séduire Joseph est aussi très similaire à un récit égyptien datant du XIIIe siècle av. J.-C., le Conte des deux frères.
La vision du cosmos présente dans la Genèse est similaire à celle du Proche-Orient ancien. On y retrouve notamment les « eaux qui sont au-dessous du firmament » ; les « écluses du ciel » et les « sources de l'abîme » qui s'ouvrent et jaillissent lors du Déluge ; le Soleil, la Lune et les étoiles qui sont placés dans le firmament ; et les « eaux » qui sont sous la Terre,.
Selon Mario Liverani, la description du jardin d'Éden ressemble fortement au paradis perse, et il situe donc le récit de Genèse chapitre 2 après l'Exil. Il situe aussi l'écriture de la table des peuples (Genèse chap. 10) au VIe siècle av. J.-C., période qui voit fleurir ce genre de généalogies.

## Thèmes
La Genèse, qui se comprend mieux si l'on considère l'intégralité du Pentateuque, aborde diverses questions dont : la création du monde par Dieu ; la place de l'Humanité ; l'origine du mal ; les lois morales ; l'unité de la famille humaine ; la sélection divine de certains humains ; les alliances et les promesses faites par Dieu aux hommes ; et l'idée d'une intervention divine dans le cours de l'histoire humaine. James McKeown identifie, quant à lui, comme thèmes principaux de la Genèse, la postérité, la bénédiction et la terre.
Plusieurs propositions ont été avancées concernant le thème central du cycle primitif (Genèse 1-11) : l'augmentation des péchés humains et la faveur divine ; la variété des péchés humains ; la diminution de l'« existence » (Dasein) des humains ; l'insolvable dualité entre l'humain et le divin ; et les limites propres à la très humaine « course pour la vie ». Le cycle d'Abraham s'organise, quant à lui, autour de deux thèmes principaux : son besoin d'un enfant et sa relation avec YHWH. Ces thèmes se retrouvent, dans une moindre mesure, dans le cycle de Jacob.

### Dieu de la création
Le thème de la création dans la Genèse est similaire à celui des cosmologies du Proche-Orient ancien. Il présuppose, comme chez les Égyptiens, un seul Dieu créateur, la différence principale étant que chez les Égyptiens, ce Dieu crée ensuite d'autres dieux qui sont aussi l'objet de vénération. Le Dieu créateur de la Bible existe dès le début du récit. Il n'a pas d'histoire.
Pour les autres mythologies comme pour la Bible, la création est vue comme la victoire divine contre les forces du chaos. Le processus de création est divisé en deux groupes de trois jours. Les trois premiers jours sont consacrés à la préparation ou la création des éléments. Les trois suivants, ces éléments sont complétés ou peuplés de ceux qui les utilisent. Le septième jour est un jour consacré à Dieu seul. Il ne s'agit pas d'une creatio ex nihilo, car préexiste le Tohu-ve-bohu (« vide et vague »), les ténèbres et un abîme (tehôm ou océan primordial, mot relié à la divinité babylonienne Tiamat). Il faut attendre le IIe siècle av. J.-C. pour voir écrire l'idée que Dieu aurait créé le monde ex nihilo (deuxième livre des Maccabées, 7, 28).
La différence primordiale entre la cosmogonie de la Genèse et celle des autres civilisations comme l'ancienne Babylonie, semble résider dans le strict monothéisme du récit biblique, ainsi que dans sa relative simplicité. S'il est tentant de voir dans cette optique une polémique contre le polythéisme babylonien (il est possible de déduire que le « soleil » et la « lune » sont inclus dans la création des luminaires et ainsi non mentionnés dans le récit de la genèse, comme pour éviter qu'ils soient associés aux cultes païens de ces divinités), une pièce liturgique de Enuma Elish (tablettes VI 122 et VII 144) suggère que tous les dieux ne sont que des manifestations de Marduk, ce qui donnerait une orientation monothéiste au système de croyance babylonien. De plus, le premier verset Berechit bara Elohim, littéralement « dans le commencement le(s) dieu(x) créa (créèrent) », rappelle que la forme Elohim se termine par la marque du pluriel -îm, ce qui peut désigner un pluriel de majesté, la cour céleste, mais aussi une survivance polythéiste chez les Hébreux. Enfin le verset 27 « Dieu créa l'homme à son image ; c'est à l'image de Dieu qu'il le créa. Mâle et femelle furent créés à la fois », est une construction littéraire répétitive qui peut être interprétée également comme une survivance polythéiste du couple divin, le dieu créateur avec sa parèdre (YHWH et Ashera) : Adam et Ève, dans une stratégie de substitution, remplacent les statues (« à son image » est issu de l'hébreu « selem » qui désigne aussi une statue) du couple divin et correspondent à une démocratisation de l'idéologie royale de la part de l'auteur biblique qui rédige ce passage à une époque où le royaume d'Israël n'existe plus.
Ce récit présente vraisemblablement les idées qui avaient cours en Judée sur la pré-histoire du peuple d'Israël, selon les connaissances de l'époque. Il peut aussi provenir de prêtres exilés à Babylone et qui ont eu connaissance des cosmogonies babyloniennes. À ce titre, excepté les interprétations concordistes, il n'est généralement plus question de l'associer à la science moderne.

### Humanité

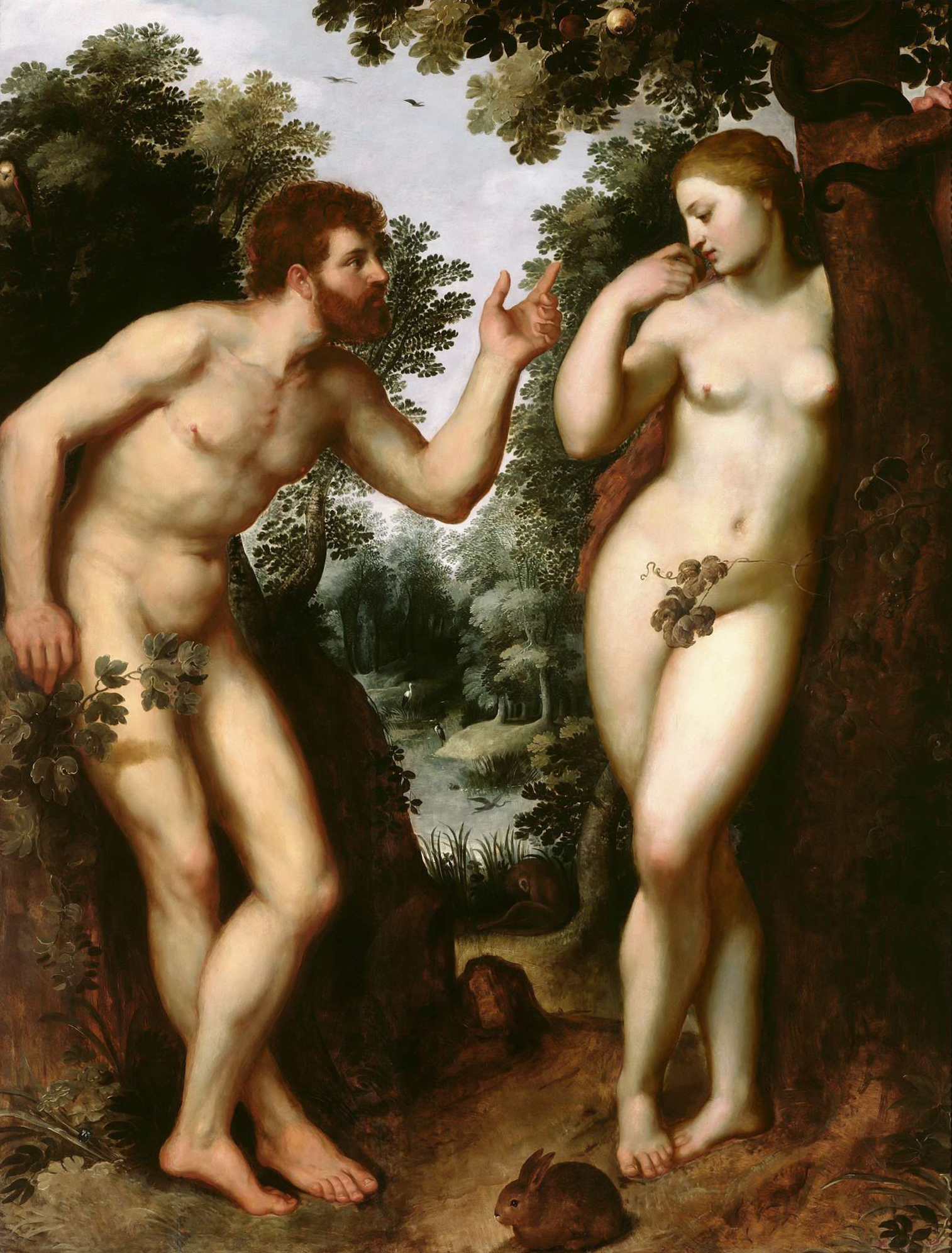
Adam et Ève, couple fondateur de l'humanité selon le texte de la Genèse. Tableau de Rubens, v. 1597-1600, Rubenshuis (Anvers).

Contrairement au mythe d'Atrahasis, qui voit les humains comme les serviteurs de dieux mineurs, les humains sont présentés par la Genèse comme l'aboutissement de la création, créés à l'image de Dieu. C'est à eux seuls que sont confiés le soin et l'exploitation des ressources de la nature. De plus, l'humanité est considérée comme dérivant d'un seul couple, Adam et Ève, puis de la seule famille de Noé, faisant donc de chaque humain le membre d'une grande famille.
Avant toute visée scientifique, le but du récit est surtout d'ancrer l'histoire de la nation d'Israël dans celle de l'humanité primitive, montrant par là même que cette nation est spécialement choisie par Dieu pour réaliser ses desseins.

### Bénédictions, promesses divines et alliances
Le Dieu de la Genèse est un Dieu de bénédictions et de promesses, deux thèmes majeurs de la théologie du livre. Dès le début de la création, le premier couple humain reçoit une bénédiction, qui s'étend ensuite à leurs descendants. L'idée d'une lignée de personnes approuvées par Dieu, tels Noé, Abraham, Isaac et Jacob, est ensuite développée tout au long du livre. Elle trouve son apogée dans le fait que la nation d'Israël tout entière est finalement l'objet des promesses divines.
Tout au long du livre, des promesses sont faites pour divers sujets : avoir des descendants (19 fois), avoir des relations (10 fois) ou posséder de la terre (13 fois). Dieu établit des alliances avec ceux qu'il approuve. Il promet notamment à Abraham non seulement une postérité nombreuse, mais aussi une terre sur laquelle elle vivra : le pays de Canaan. À l'inverse, Dieu punit ceux qu'il considère comme coupables. Les épisodes du jardin d'Éden, du Déluge et de Sodome et Gomorrhe en sont de parfaites illustrations.

## Commentaires et interprétations

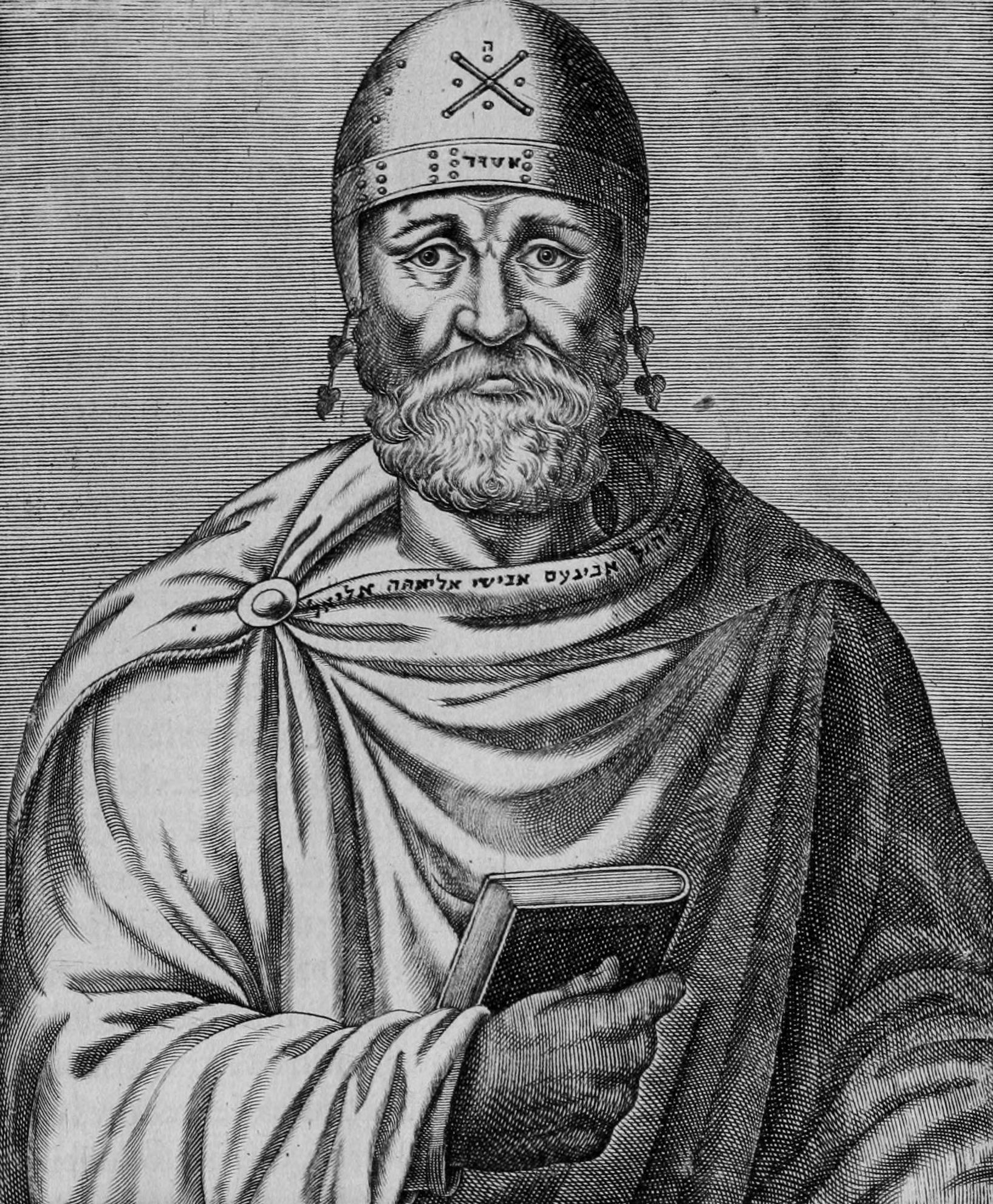
Philon d'Alexandrie, l'un des premiers commentateurs de la Genèse de l'ère chrétienne. Gravure d'André Thevet (1584).

Parmi les livres de l'Ancien Testament, la Genèse est l'un des livres qui sont les plus commentés.
Au Ier siècle, Philon d'Alexandrie écrit une série de commentaires sur la Genèse. S'y trouvent un traité sous forme de questions et de réponses, ainsi qu'un commentaire allégorique. Il écrit aussi des traités sur Abraham et Joseph, et sans doute sur d'autres personnages de la Genèse, qui ont été perdus depuis.

### La Genèse racontée différemment
Initialement, la Genèse n'est pas tant commentée que racontée d'une manière différente. C'est le cas notamment dans le livre des Jubilés, un texte apocryphe datant du IIe siècle av. J.-C., qui raconte les récits de la Genèse et de l'Exode en y ajoutant des détails inédits. D'autres récits antiques s'inspirent librement de la Genèse, tels le livre d'Hénoch (1 Hénoch) composé vraisemblablement entre le IIIe et le Ier siècle av. J.-C.. Parmi les manuscrits de la mer Morte, l'Apocryphe de la Genèse reprend les récits sur les patriarches, le plus souvent en réécrivant le texte à la première personne du singulier. Contrairement au livre des Jubilés, il s'intéresse peu aux prescriptions légales de la loi juive. Il a une préoccupation marquée pour les détails géographiques des récits et insiste sur les émotions et la sensibilité des personnages. Comme le livre d'Hénoch et les Jubilés, il montre une fascination évidente pour les personnages de Noé et d'Hénoch.
À la fin du Ier siècle, Flavius Josèphe écrit une histoire primitive basée grandement sur la Genèse dans les Antiquités judaïques. Il semble utiliser les différentes versions du livre disponibles à l'époque, c'est-à-dire le texte massorétique et la Septante, mais aussi des traditions qu'on retrouve dans les targoumim et d'autres sources, écrites ou orales. Josèphe réécrit librement le livre, amplifiant, omettant ou réarrangeant certains passages. Il tente ainsi de le rendre plus accessible et attrayant pour le monde grec de l'époque.

### Commentaires rabbiniques

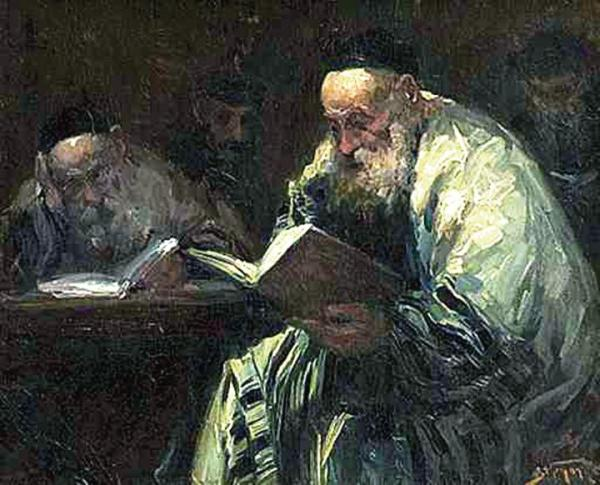
Adolf Behrman, Lecteurs du Talmud (Talmudyści), début du XXe siècle, Varsovie.

Parmi les plus anciens commentaires rabbiniques figure le midrash Bereshit Rabba (parfois appelé Genèse Rabba). Il s'agit d'une compilation tardive basée sur une œuvre palestinienne du Ve siècle, qui reprend elle-même des matériaux plus anciens. Ce texte affirme notamment que la Torah est écrite avant même la création du monde par Dieu,.
En Europe, le plus ancien commentateur juif connu est Moshe hadarshan de Narbonne (début du XIe siècle). Dans son ouvrage sur la Genèse intitulé Bereshit Rabbati, il rassemble un grand nombre de midrashim tirés de l'ensemble de la littérature rabbinique ainsi que de la littérature pseudépigraphique (Hénoch, Jubilés, Testaments des douze patriarches). Dans la deuxième partie du XIe siècle, Rachi de Troyes produit un commentaire sur la Genèse, et plus largement sur tout le Pentateuque. Dans ce commentaire, il suit le texte pas à pas et cherche à expliquer le sens dit « littéral », en sélectionnant des passages de la littérature talmudique et midrashique. Il s'attache à résoudre les difficultés du texte, aussi bien celles de grammaire que celles de logique, de cohérence, de morale ou de théologie. Ce commentaire sera suivi de ceux de son petit-fils, le Rashbam, et de Joseph Bekhor Shor (XIIe siècle). En 1153, le Sefer HaYashar d'Abraham ibn Ezra traite aussi du Pentateuque dans son ensemble. Contrairement à Rachi, Ibn Ezra n'utilise pas de midrash dans son explication, mais se concentre sur les aspects grammaticaux et littéraires du texte. Même s'il ne le fait pas explicitement, son commentaire implique une remise en cause du fait que la Torah soit l'œuvre de Moïse seul, suggérant que le texte a été écrit au fil du temps par plusieurs mains. Au XIIe siècle, Moïse Maïmonide commente aussi largement la Genèse, y dégageant un sens allégorique.
Les rabbins, qui sont les garants de la loi juive, considèrent la Genèse comme une « anomalie » par le peu de loi qui s'y trouve, ce qui explique que ce n'est pas avant le Ve siècle qu'apparaît le Bereshit Rabba, première collection de commentaires rabbiniques sur ce livre. Si l'essentiel du livre est consacré à de la narration, c'est néanmoins dans la trame de ce récit que des lois essentielles apparaissent telles que le commandement de croître et se multiplier ainsi que celui de pratiquer la circoncision ; les rabbins, suivant l'avis du tanna Ben Bag-Bag — un élève de Hillel selon lequel en triturant le texte, on « pouvait tout y trouver » —, ont, à l'apogée de l'ère rabbinique, usé de la Genèse à la recherche d'inspiration voire de révélations.
Leurs interprétations peuvent être très variables, suivant le but recherché et l'audience ciblée. Ils essayent parfois de capturer ce qu'ils pensent être la plus simple interprétation de la Genèse. Parfois, ils l'utilisent comme un moyen pour se confronter à d'autres idéologies que la leur. Quel que soit le but recherché, ils n'hésitent pas à utiliser les méthodes herméneutiques en vogue dans les autres cultures.
Pour les rabbins, Dieu est comme un architecte, et se sert de la Torah comme d'un plan pour créer le monde. Dieu ne crée pas ex nihilo jour après jour, mais crée tout ce qui existe dès le premier jour, puis ne fait que mettre ces choses à leur place les jours suivants. Contre l'avis des gnostiques, les rabbins réfutent aussi l'idée d'un démiurge ou d'anges ayant aidé Dieu dans sa tâche.
Le récit originel de la création pose quelques problèmes aux rabbins, notamment le fait que la lumière soit créée avant le Soleil, ou que l'Homme soit créé à l'image de Dieu mâle et femelle (chap. 1), puis d'abord mâle, et ensuite femelle (chap. 2). Diverses interprétations ésotériques sont proposées pour régler ces questions. Le Genèse Rabba explique par exemple que l'Homme est d'abord créé androgyne, puis séparé en deux créatures distinctes.
Avec l'avènement de l'Islam, les interprétations rabbiniques sur la Genèse deviennent plus complexes. La vision coranique des premiers prophètes, tels que Noé, Abraham, Ismaël ou Joseph, est différente de celle du judaïsme traditionnel, et les rabbins doivent désormais y répondre, en plus des points de vue chrétiens et gnostiques. Au IXe siècle, les Pirke de Rabbi Eliezer relatent l'histoire d'Abraham dans ce que l'auteur imagine comme son contexte historique, relisant la Genèse à travers le prisme des traditions islamiques. Par exemple, lors du sacrifice d'Isaac, ce dernier se laisse faire. Il meurt puis est ressuscité, montrant ainsi, selon l'auteur, que la résurrection est bien présente dans la Torah.
La relation de Joseph avec son père Jacob est aussi abordée par les rabbins. Ils soulignent le fait que Joseph, bien que loin de son père, est très aimé par lui. Ils notent aussi que le nouveau nom de Jacob, Israël, est un nom théophore. Enfin, selon eux l'histoire de ces deux personnages est l'assurance pour tous les parents juifs que les enfants vont suivre leurs enseignements et rester dans le judaïsme.
De nos jours, la lecture littérale de la Torah et l'idée qu'elle soit d'inspiration divine sont majoritairement rejetées par les juifs, du moins aux États-Unis.

### Commentaires chrétiens
Au IIe siècle, Théophile d'Antioche écrit une apologie nommée À Autolycus, dont le principal sujet est la Genèse. Dans cette œuvre, il défend l'idée que Dieu est transcendant, et qu'il crée l'Univers à partir de rien. Il insiste sur les qualités de cœur et d'esprit qu'il faut avoir selon lui pour comprendre ces choses, et affirme que Dieu, en tant que créateur de l'Univers, est aussi capable de ramener les morts à la vie.
Au IVe siècle, le récit de la création en six jours (Hexaméron) fait l'objet des commentaires des pères de l'Église que sont Basile, Grégoire de Nysse et Ambroise. Au début du Ve siècle, Augustin d'Hippone écrit lui aussi un traité de la Genèse : De Genesi ad litteram. Ce traité montre une grande prudence quant à l'interprétation à donner au livre, qui doit selon Augustin ne jamais être hasardeuse ou contredire la science, sous peine d'être ridiculisée par les non-croyants.
L'idée centrale que défendent les pères grecs de l'Église est que l'homme a été créé à l'image de Dieu, image qui est représentée selon eux par le Christ. En accord avec la philosophie de leur époque, les pères grecs de l'Église établissent que la destinée de l'homme est de s'assimiler à Dieu, dans un processus de déification. La chute d'Adam et Ève, dans leurs œuvres, explique la condition humaine. Le péché se perpétue continuellement en chacun, et seul le Christ peut mettre fin à ses conséquences en délivrant les hommes de la mort.
Pour Ambroise, qui s'inspire grandement de Philon, les récits des patriarches sont autant de modèles éthiques que tout chrétien devrait suivre. Mais les pères de l'Église y voient aussi le développement d'idées typiquement chrétiennes, comme la Trinité lorsque Abraham accueille trois invités au chêne de Mambré, le sacrifice de Christ préfiguré par celui d'Isaac, ou encore le calvaire et la trahison de Christ annoncés dans l'histoire de Joseph.
Même si, pour les Pères de l'Église, le texte est inspiré par Dieu, ils n'en ont pas une lecture fondamentaliste. Ils acceptent l'idée que la Genèse n'est pas un traité de cosmologie ou de science. Toutefois, ils voient en l'étude de ce livre une activité inspirée, qui permet à l'esprit du texte de parvenir jusqu'au lecteur.

#### Interprétation des fondamentalismes protestants

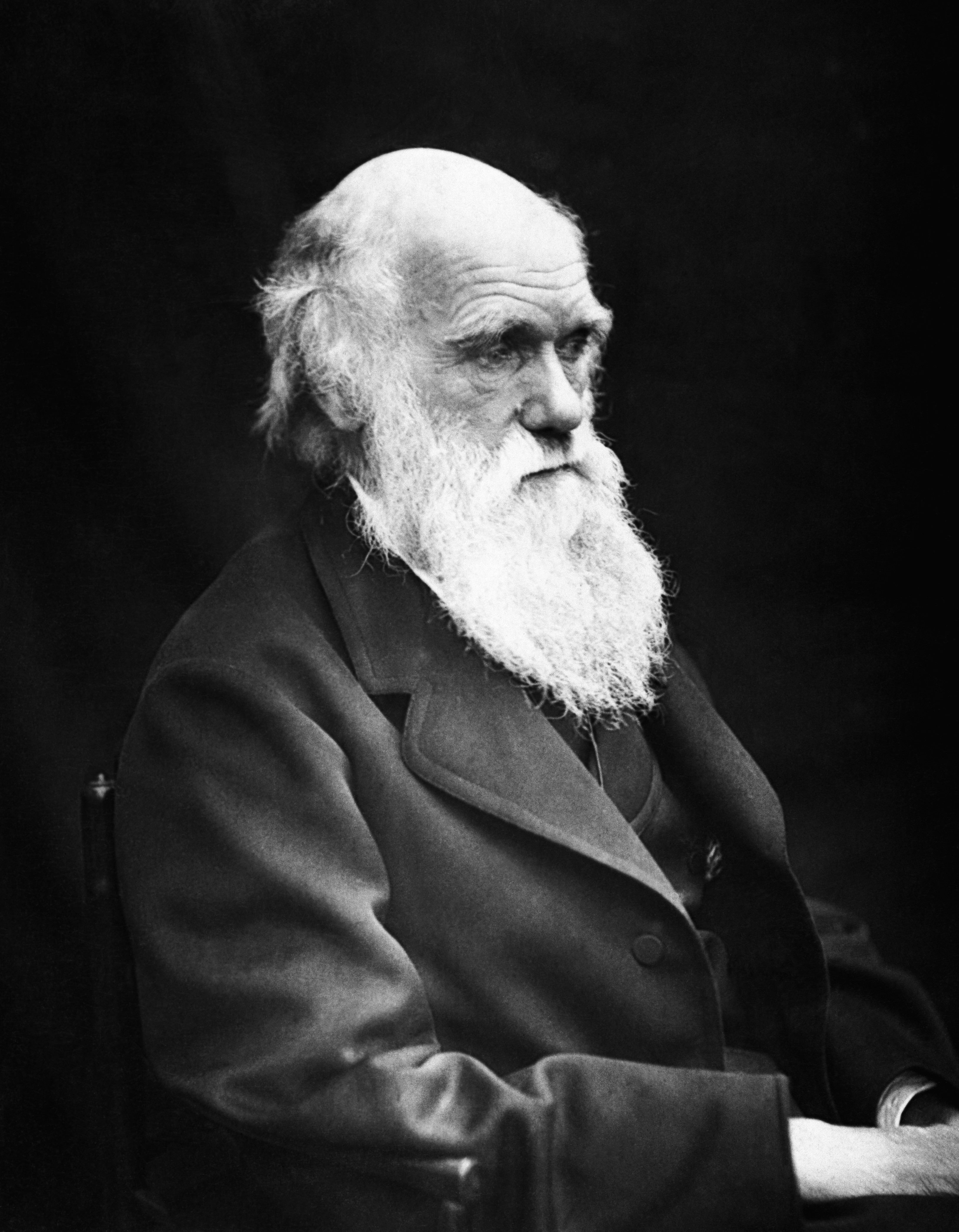
Au XIXe siècle, les écrits scientifiques de Charles Darwin remettent radicalement en cause toute approche littérale du texte de la Genèse.

Le dogme chrétien se propose d'expliquer simplement pourquoi l'Humanité et ce qui l'entoure existent : Dieu l'a voulu et a tout créé à partir de rien. Ce dogme est la base de la doctrine créationniste. Jusque vers le milieu du XIXe siècle, la majorité de la littérature scientifique défend ainsi l'idée que chaque espèce est créée par Dieu et qu'elle ne change pas depuis sa création. À partir de Georges Cuvier, cette notion commence à être remise en cause et l'est de plus en plus fortement après les écrits de Charles Darwin.
Au début du XXe siècle, la science transforme de plus en plus la compréhension du monde et de son origine, et le créationnisme, qui s'affirme alors contre l'évolutionnisme, perd du terrain. Une partie des chrétiens résiste cependant au nouveau consensus scientifique qui s'installe. Parmi eux se trouvent, entre autres, des fondamentalistes protestants. Défendant le principe de l'inerrance biblique, ils continuent d'affirmer que le récit de la Genèse, y compris la Création et le Déluge, présente des vérités historiques et scientifiques.
Jusqu'au milieu du XXe siècle, les fondamentalistes protestants ont des difficultés à défendre leur point de vue face à la science, car très peu de scientifiques soutiennent leur cause. Cela change avec la publication en 1961 de The Genesis Flood (Le Déluge de la Genèse), de John C. Whitcomb et Henry M. Morris, livre qui défend l'idée d'un Déluge universel en avançant des arguments qui apparaissent comme scientifiques. Ce livre ouvre une nouvelle voie pour les fondamentalistes, qui utilisent de plus en plus la science ou la pseudo-science pour défendre leur point de vue.
Avec la fondation en 1963 de la « Creation Research Society (en) », les fondamentalistes protestants se mettent d'accord sur ce qu'ils considèrent comme les points essentiels : la Genèse est un récit historique, les espèces ne se transforment pas, et le Déluge est universel. Ils considèrent leurs positions comme scientifiques, et se battent devant la justice américaine pour que leur point de vue soit enseigné dans les écoles, au même titre que l'évolution. Cependant, les a priori religieux de ces théories incitent généralement les pouvoirs publics à rejeter cette option.
Pour les fondamentalistes, le texte de la Genèse signifie que l'humain est unique, qu'il détient le droit de peupler et de soumettre la Terre, que sa désobéissance constitue l'origine du mal, et qu'il a l'obligation de travailler dur en punition de ses péchés. Ce récit oriente également leurs points de vue sur le mariage et la famille, la sexualité, la soumission des femmes, l'observance du Sabbat, la justice et la peine capitale, tout cela s'inscrivant dans une structuration morale de la société. Ainsi, c'est toute leur vision du monde qui dépend de la question de l'historicité du récit.

#### Interprétation catholique contemporaine
Pour l'Église catholique contemporaine, à la différence des lectures créationnistes ou fondamentalistes, la théorie de l'évolution de Charles Darwin et la théorie du Big Bang, modélisée par le prêtre catholique Georges Lemaître, sont à considérer comme des questions de science et non de théologie ; ainsi, à la suite de différents papes contemporains depuis Pie XII, le pape François explique en 2014 que si le Big Bang est bien à l'origine du monde, il « n'annule pas l'intervention d'un créateur divin » et que le monde n'est pas né du chaos mais de la volonté divine.

### Interprétation coranique et islamique
Parmi les premiers commentateurs coraniques les plus importants figurent Muqatil Ibn Sulayman (VIIIe siècle) et al-Tabari (Xe siècle).
Au XIe siècle, le commentateur coranique al-Tha'labi écrit La vie des prophètes, dans lequel il explique dès l'introduction que leurs histoires servent de modèle au prophète Mahomet, et qu'elles offrent des instructions morales, assurant ceux qui suivent l'enseignement de Mahomet qu'ils seront récompensés s'ils se montrent droits et justes.
Au XIVe siècle, l'imam Isma‘îl Ibn Kathir écrit Les Histoires des Prophètes, un commentaire sur le Coran dont la première moitié est consacrée à des personnages de la Genèse, notamment Adam et Ève et leurs fils, Hénoch, Noé et ses fils, Abraham et ses fils, Loth, Jacob et Joseph.
Contrairement aux juifs et aux chrétiens, la tradition islamique n'accepte pas le statut canonique de la Genèse. Elle affirme qu'elle a été falsifiée et que le message divin qu'elle a pu contenir a été déformé ou altéré. Dans cette optique, seul le Coran est la véritable parole de Dieu. Les sources islamiques ne sont donc pas des interprétations sur la Genèse, mais puisent plutôt leurs racines dans les histoires et légendes qui parcourent l'Arabie de leur temps. Ainsi, l'on retrouve dans les histoires islamiques des patriarches les thèmes qui sont développés dans le Coran, comme la dépendance de l'Humanité face à un Dieu omniscient et magnanime, les machinations de Satan pour asservir les humains et les pousser au péché, ou encore les récompenses et punitions qui attendent l'Humanité au jour du jugement dernier.
L'histoire d'Adam (Âdam) et d'Ève (Hawwâ’) présentée dans le Coran diffère de celle de la Genèse. Adam y est présenté comme un messager, auquel Allah révèle certaines choses. Contrairement au récit biblique où Adam rejette la faute sur Ève qui blâme ensuite le serpent, le Coran présente le péché comme une faute collective et le premier couple demande pardon à Dieu d'une seule et même voix. Les conséquences du péché ne sont pas aussi catastrophiques que dans la Genèse, où le premier couple est condamné à de multiples maux et chassé du jardin d'Éden. Dans le Coran, la condition humaine est similaire avant et après la faute du premier couple humain et l'accent est mis sur l'importance de suivre les commandements divins et sur le pardon que Dieu offre à ceux qui font œuvre de repentance.
Le Coran présente Noé (Nūḥ) comme un prophète qui prêche sans relâche, mais qui n'est pas écouté et qui subit de nombreux outrages. Selon certains commentaires coraniques, il est même battu et laissé pour mort dans sa propre maison. Contrairement au récit biblique, tous ses fils ne sont pas sauvés mais seuls ceux qui sont croyants et justes. Noé a beau implorer Dieu de sauver l'un de ses fils, le jugement divin est sans appel : celui-ci est coupable et ne fait donc plus partie de sa famille.
Abraham (Ibrahim) est un personnage biblique très important pour l'islam. En effet, il est présenté par la tradition coranique comme le premier à vouloir imposer un monothéisme strict, ce qui lui vaut d'être jeté dans une fournaise, où Dieu le sauve. L'islam voit Abraham comme celui qui instaure le pèlerinage de la Kaaba, à la Mecque. En cela, il est considéré comme le précurseur de Mahomet. Dans le Coran, c'est Ismaël et non Isaac qui est presque sacrifié par Abraham.
Joseph (Yūsuf) est aussi considéré comme un personnage de première importance dans le Coran, qui lui consacre une sourate entière,. Il est présenté comme un modèle de vertu, qui reste ferme face à l'adversité, qui résiste aux tentations féminines, qui dit toujours la vérité et qui endure la souffrance que ses frères lui font subir sans montrer ensuite aucune rancune. Son histoire, qui est très similaire à celle de la Genèse, est présentée par l'islam comme un modèle à suivre. Cependant, il est aussi rappelé que c'est Dieu qui lui fournit à tout instant sa sagesse et sa connaissance, et qui interprète les rêves.

### Tentatives de datation de la Création
Sur la base des généalogies (toledot) et de l'âge des personnages dans le livre de la Genèse et des parties ultérieures de la Bible, les érudits religieux juifs et chrétiens ont estimé la datation de la Création du monde, nommée Anno Mundi, en employant une interprétation au sens littéral,. Cette approche donne des résultats différents, suivant le texte choisi et le point de repère utilisé. Les textes diffèrent selon le tableau suivant :
| Texte                  | De la création au Déluge | Du Déluge à Abraham | Total        |
| ---------------------- | ------------------------ | ------------------- | ------------ |
| Texte massorétique     | 1 656 années             | 292 années          | 1 948 années |
| Septante Alexandrinus  | 2 262 années             | 1 072 années        | 3 334 années |
| Septante Vaticanus     | 2 242 années             | 1 172 années        | 3 414 années |
| Pentateuque samaritain | 1 307 années             | 942 années          | 2 249 années |

Selon Christoph Uehlinger, c'est en 164 av. J.-C. qu'apparaît le système de chronologie qui permet de dater la création en l'an 2666 avant l'Exode, 3146 avant la dédicace du Temple par Salomon et 4000 avant la dédicace de l'autel purifié par Judas Maccabée. Ce comput diffère du calendrier juif actuel, qui remonte à la réforme de 344 mise en œuvre par Hillel II.
Un autre point de désaccord est la détermination de la durée de chacun des six jours de création. Selon une lecture littérale du texte, il est logique de penser qu'il s'agit de jours de 24 heures. Le terme yôm utilisé dans le récit fait naturellement référence à un jour de la semaine. Cette idée est défendue par les « créationnistes Jeune-Terre ». D'un autre côté, les créationnistes Vieille-Terre pensent que les jours ont une durée beaucoup plus longue. Dans une optique concordiste, ils défendent l'idée que le récit de la Genèse est compatible avec la datation géologique de la Terre.
L'âge de la Terre est, selon les connaissances scientifiques actuelles, de 4,5 milliards d'années. Les créationnistes Jeune-Terre, majoritairement des évangéliques, soutiennent que le ciel et la Terre ont été créés il y a environ 6 000 ans, quitte à affirmer que Dieu lui-même aurait créé ces « preuves » de toutes pièces. Certains créationnistes Vieille-Terre ont tenté d'influencer la position évangélique sur cette question, mais leurs tentatives se sont révélées vaines. Dans l'optique évangélique, la Bible est véridique et prend la priorité sur toute interprétation de la nature, et ce dogme doit rester valable quoi qu'il en coûte, quitte à réécrire l'histoire et reconsidérer la science.

## Lectures traditionnelles juives
La tradition juive propose une lecture régulière et structurée de la Torah. En Terre d'Israël, elle est divisée en 155 portions et sa lecture prend trois années. En Babylonie, la Torah est divisée en 54 sections hebdomadaires et sa lecture complète prend un an,. Au XIIe siècle, les 54 sections déterminées en Babylonie sont précisément fixées par Moïse Maïmonide, qui se fonde sur le Codex d'Alep.
La Genèse forme les douze premières parashiyot hebdomadaires, lues chaque année dans les synagogues à partir de la fête de Sim'hat Torah : Bereishit (1,1-6,8), Noa'h (6,9-11,32), Lekh Lekha (12,1-17,27), Vayera (18,1-22,24), Hayye Sarah (23,1-25,18), Toledot (25,19-28,9), Vayetze (28,10-32,3), Vayishla'h (32,4-36,43), Vayeshev (37,1-40,23), Miketz (41,1-44,17), Vayigash (44,18-47,27), Vaye'hi (47,28-50,26). Ce cycle annuel de lecture est celui en usage aujourd'hui.

## Évocations dans l'art

### Littérature et bande dessinée

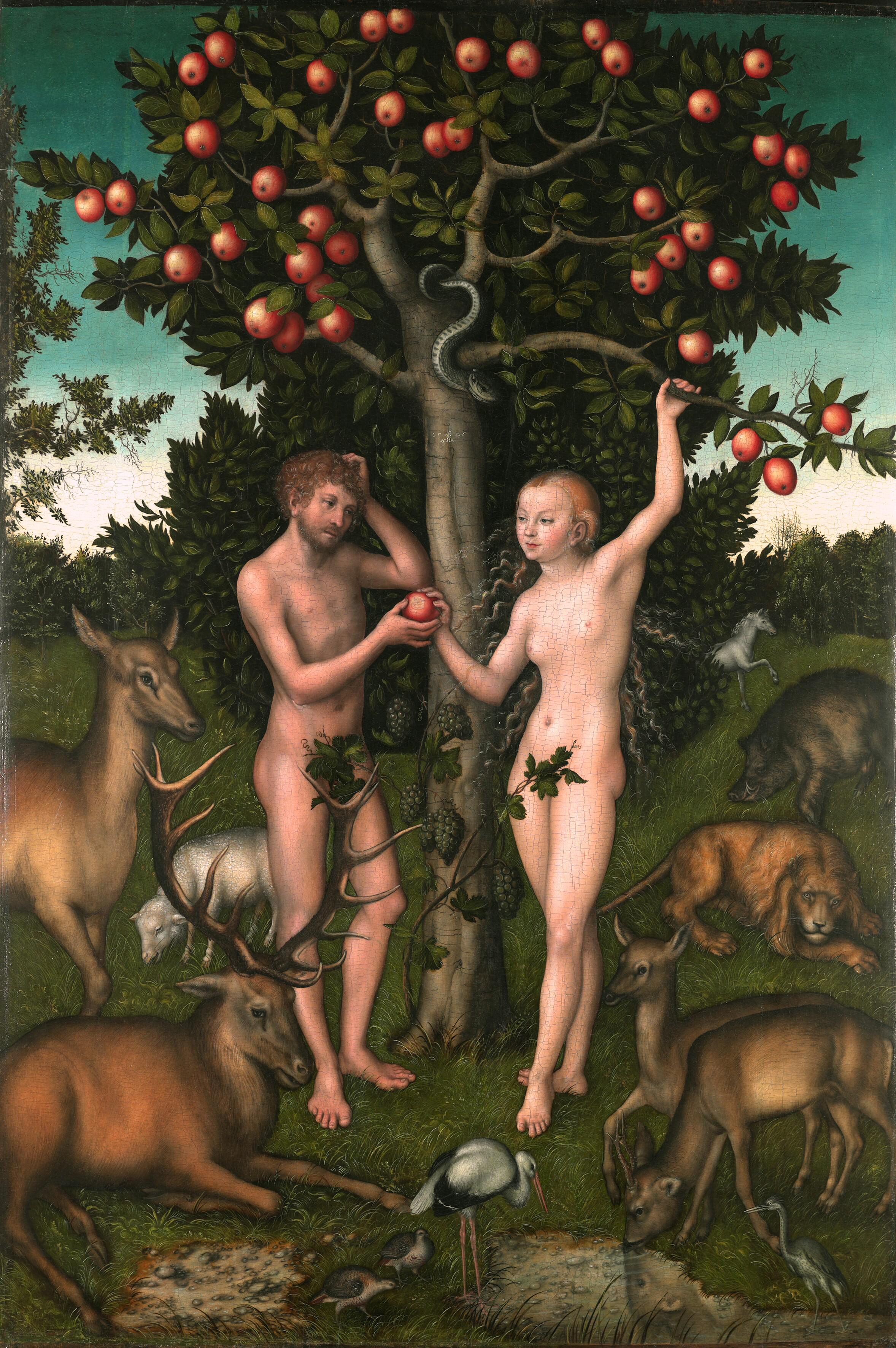
Adam et Ève par Lucas Cranach l'Ancien (1526).

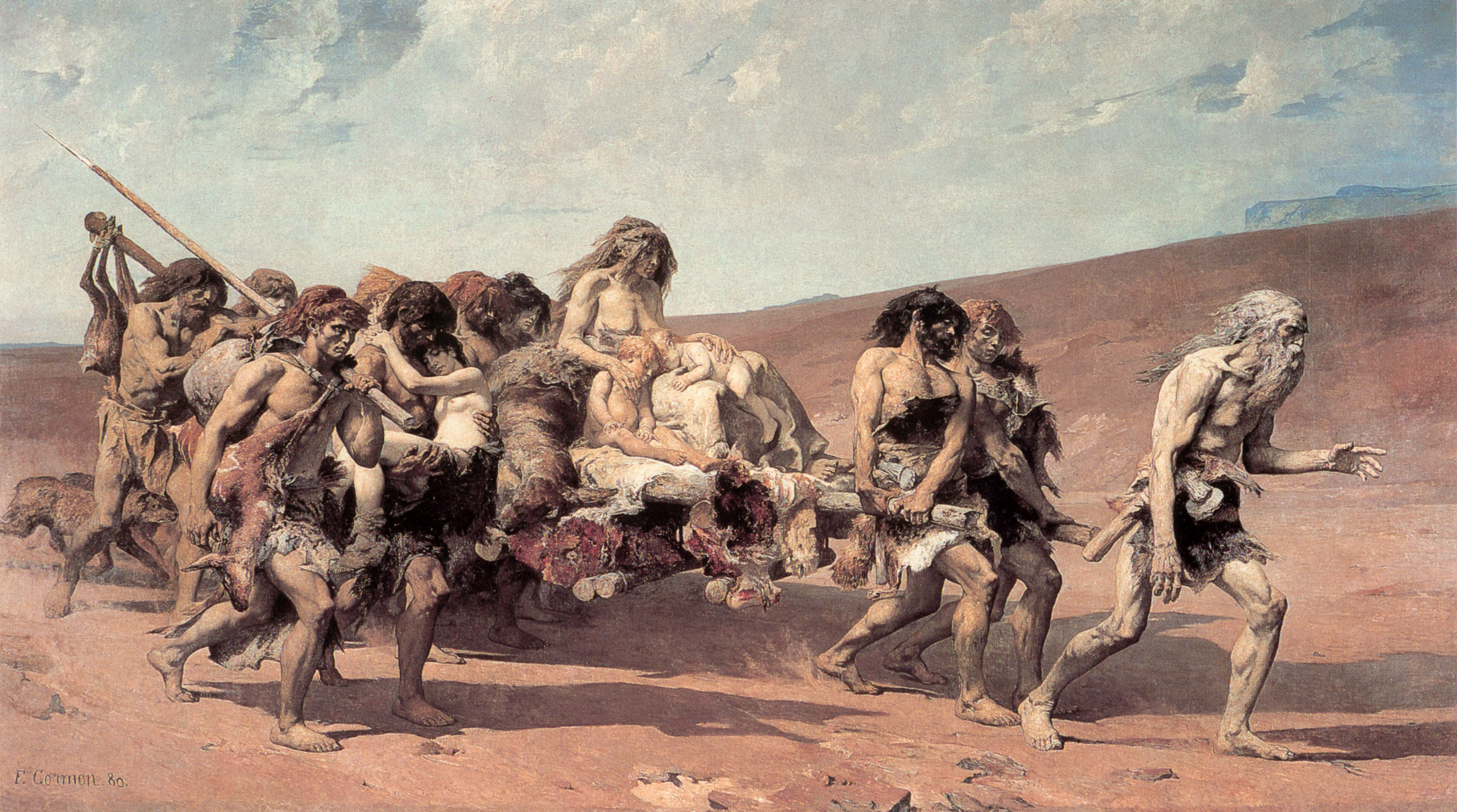
Caïn (1880), tableau de Fernand Cormon d'après La Légende des siècles (Musée d'Orsay, Paris).

La Genèse propose des thèmes fondamentaux pour de nombreuses œuvres littéraires. Dès le XIIe siècle, son action est reprise par un auteur anonyme pour écrire Le Jeu d'Adam. En 1578, le poète gascon Du Bartas écrit La Sepmaine, un poème encyclopédique sur la création du monde. Dans le poème Le Paradis perdu (1667) John Milton se sert rigoureusement des paroles de la Genèse. Victor Hugo s'inspire librement de la Genèse dans le poème La Conscience, de La Légende des siècles (1859-1883).
Après le Déluge, le premier poème des Illuminations d'Arthur Rimbaud (1872-1875), reprend lui aussi l'inspiration du mythe biblique. Écrite en 1927 par Paul Claudel, la pièce de théâtre Le Livre de Christophe Colomb fait également de nombreuses références au livre de la Genèse, de même que La Genèse et Adam et Ève (1997) de Jean Grosjean[réf. nécessaire].
La bande dessinée s'empare aussi du livre de la Genèse, comme Robert Crumb qui en 2009 publie La Genèse, en tête des ventes de comics durant plusieurs semaines.

### Peinture et sculpture

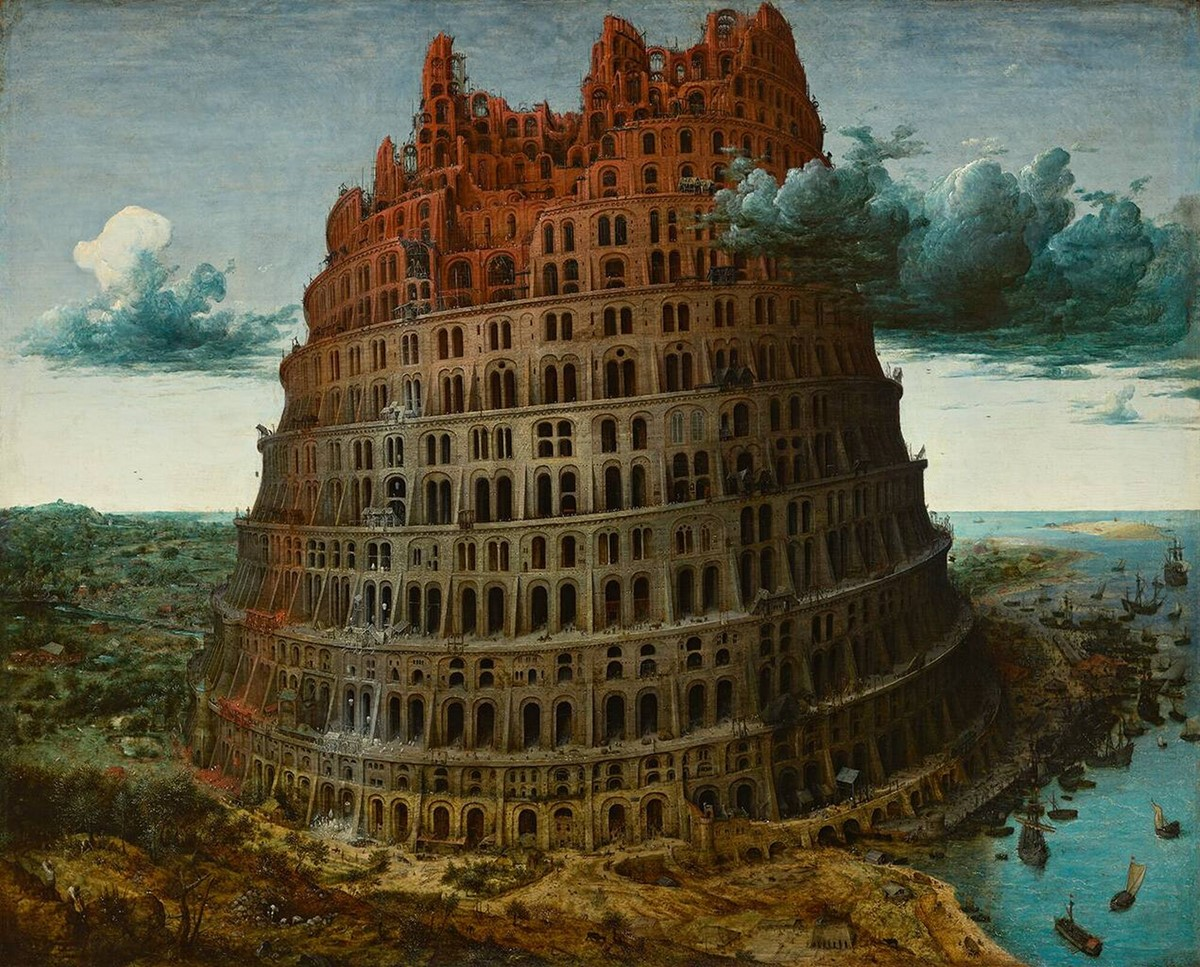
La Tour de Babel par Pieter Brueghel l'Ancien.

Adam et Ève, ainsi que le jardin d'Éden, sont des thèmes récurrents en peinture. L'une des plus fameuses de ces œuvres est La Création d'Adam, peinte par Michel-Ange sur le plafond de la chapelle Sixtine. Les œuvres de Lucas Cranach l'Ancien en sont aussi un exemple. Marc Chagall peint notamment Adam et Eve (1912) et Dieu crée l'homme (1930).
La tour de Babel, le Déluge et le sacrifice d'Isaac sont aussi souvent illustrés. La Tour de Babel est notamment peinte par Pieter Brueghel l'Ancien. Le Déluge est représenté, entre autres, par Gustave Doré, Léon Comerre et Francis Danby. Le Caravage peint Le Sacrifice d'Isaac.
Johann Friedrich Overbeck peint aussi des scènes de la Genèse, comme Abraham et les trois anges et Le songe de Joseph. Au XVe siècle, la scène d'Abraham et des trois anges est peinte aussi par Andreï Roublev. Ce tableau est nommé l'Icône de la Trinité. En 1863, Eugène Delacroix illustre en peinture La lutte de Jacob et de l'Ange.
De nombreuses cathédrales représentent aussi diverses scènes tirées de la Genèse. En France, le portail nord de la cathédrale de Chartres présente des sculptures inspirées de la Genèse ; la cathédrale Saint-Étienne d'Auxerre contient une verrière représentant la Création et le péché originel (baie 21) ; la cathédrale de Cahors, quant à elle, représente la Genèse sur sa frise du massif occidental, de même que la cathédrale de Nantes.

### Musique
La Genèse a inspiré de nombreuses œuvres musicales.
Le Chaos a été mis en musique par un compositeur français du baroque, Jean-Féry Rebel qui ouvre ses Élémens (1737). L'œuvre commence par une sorte de cluster dissonant. La Création est un oratorio de Joseph Haydn écrit entre 1796 et 1798, qui présente la création de l'univers tel que décrit dans la Genèse. L'ouverture est célèbre pour sa description de l'univers chaotique.
En 1744, Georg Friedrich Haendel écrit l'oratorio Joseph et ses frères. L'épisode est ensuite repris par Méhul en 1807 pour son opéra Joseph, dont plusieurs airs sont restés célèbres et Richard Strauss pour un ballet, La légende de Joseph (Josephslegende) en 1914.
Le Déluge, op. 45 de Camille Saint-Saëns, est aussi un oratorio composé en 1876. Le prélude est assez souvent joué indépendamment au concert.
Théodore Dubois publie l'oratorio Le Paradis perdu en 1878 ou 1879.
Entre 1917 et 1922, Arnold Schönberg écrit L'Échelle de Jacob, un oratorio pour solistes, chœur et orchestre, qui restera inachevé. Entre 1933 et 1934, Igor Markevitch écrit Le Paradis Perdu, un oratorio sur le thème de la chute d'Adam et Ève. Igor Stravinsky écrit en 1944 une cantate du nom de Babel.
Genesis Suite (en), une œuvre collective de 1945 pour orchestre et voix, est créée par sept compositeurs, dont Arnold Schönberg et Darius Milhaud. Noye's Fludde (Le Déluge de Noé) est un opéra de Benjamin Britten créé le 18 juin 1958.
Le nom du groupe de métal Avenged Sevenfold fait référence à la Genèse (plus précisément au meurtre d'Abel).

### Cinéma et télévision
La Bible fournit très tôt une source d'inspiration pour le cinéma. Si les premiers films bibliques s'intéressent davantage à Jésus-Christ puis à Moïse, des épisodes de la Genèse sont portés à l'écran dès 1912. Cette année-là sort un film racontant l'histoire d'Adam et Ève. En 1929, c'est Noé qui apparaît dans un film à succès. Lorsque le cinéma devient parlant, se tourne en 1936 Les Verts Pâturages, film qui retrace plusieurs épisodes de l'Ancien Testament et qui est l'un des rares à être joué uniquement par des noirs.
Après un déclin dans les années 1930 et 1940, le film biblique revient sur les écrans à partir des années 1950. En 1962 sort au cinéma Sodome et Gomorrhe, de Robert Aldrich. Le film s'inspire librement des chapitres 18 et 19 de la Genèse. En 1966, John Huston réalise La Bible, qui raconte les vingt-deux premiers chapitres de la Genèse. Dino De Laurentiis prévoit même d'en faire le premier d'une longue série de films bibliques, mais les autres films, trop coûteux, ne seront finalement jamais réalisés. À l'époque, c'est la première fois qu'un film américain à gros budget présente des acteurs nus.
La télévision n'est pas en reste et entre 1994 et 1995, la chaîne américaine TNT réalise plusieurs téléfilms sur la Genèse, dont Genesis: The Creation and the Flood (La Genèse : la création et le Déluge), Abraham, Jacob et Joseph. En 2000, le téléfilm américain en deux parties Au commencement…, de Kevin Connor a pour ambition de retracer le début de la Genèse et de l'Exode. Le film biblique à grand spectacle revient au cinéma en 2014, avec Noé, qui est librement inspiré du Déluge biblique.

### Sur le récit des origines (Gn 1-11)
- Armand Abécassis et Josy Eisenberg, À Bible ouverte, Paris, Albin Michel, rééd. 1991-1993, rééd. 2004 trois volumes consacrés au commentaire des premiers chapitres de la Genèse, 928 p.
- Catherine Chalier, La Nuit, le Jour : au diapason de la création, Le Seuil, 2009, 249 p. (ISBN 978-2-02-098447-8), prix des écrivains croyants, 2010
- Jean L'Hour, Genèse 1-11, Les pas de l'humanité sur la terre, Éditions du Cerf, collection Cahiers Évangile, n° 161, septembre 2012, 96 p.

Voir Genèse 1-11 : Vue d'ensemble de la composition littéraire sur bible-service.net
- Matthieu Richelle, Comprendre Genèse 1-11 aujourd'hui, Excelsis, Edifac, collection La Bible et son message, novembre 2013
- André Wénin, D'Adam à Abraham, ou les errances de l'humain : Lecture de Genèse 1:1-12:4, Cerf, 2007, 252 p. (ISBN 978-2-204-08181-8)
- André Wénin, « Humain et nature, femme et homme : différences fondatrices ou initiales ? Réflexions à partir des récits de création en Genèse 1-3 », Recherches de science religieuse, juillet-sept. 2013/3 (lire en ligne)

### Recherche
: document utilisé comme source pour la rédaction de cet article.
- (en) Victor P. Hamilton, The book of Genesis : chapters 1–17, Eerdmans, 1990, 522 p. (ISBN 978-0-8028-2521-6, lire en ligne).
- (en) Victor P. Hamilton, The book of Genesis : chapters 18-50, Eerdmans, 1990, 774 p. (ISBN 978-0-8028-2309-0, lire en ligne)
- (en) David Noel Freedman (dir.), The Anchor Yale Bible Dictionary, Doubleday, 1992, 1100 p. (ISBN 978-0-300-14002-6).
- (en) Walter Brueggemann, Terrence E. Fretheim, Walter C. Kaiser, Leander E. Keck, 1994, The New Interpreter's Bible: Genesis to Leviticus (Volume 1), Abingdon Press, Nashville, (ISBN 978-0-68727-814-5)
- Albert de Pury et Thomas Römer, Le Pentateuque en question : Les origines et la composition des cinq premiers livres de la Bible à la lumière des recherches récentes, Labor et Fides, 2002, 429 p. (ISBN 978-2-8309-1046-9, lire en ligne)
- Israël Finkelstein et Neil Asher Silberman, La Bible dévoilée : les nouvelles révélations de l'archéologie, Folio histoire, 2002, 554 p. (ISBN 978-2-07-042939-4).
- (en) « Genesis », dans James D. G. Dunn et John William Rogerson, Eerdmans Commentary on the Bible, Wm. B. Eerdmans Publishing, 2003 (ISBN 978-0-802-83711-0, lire en ligne).
- Félix García López, Comment lire le Pentateuque, Labor et Fides, 2005, 377 p. (ISBN 978-2-8309-1163-3, lire en ligne).
- (en) Nahum M. Sarna et S. David Sperling, « Book of Genesis », dans Fred Skolnik et Michael Berenbaum, Encyclopaedia Judaica, Second Edition, vol. 7, 2007 (ISBN 978-0-02-865936-7).
- (en) James McKeown, Genesis, Eerdmans, 2008, 398 p. (ISBN 978-0-8028-2705-0, lire en ligne).
- Mario Liverani (trad. de l'italien), La Bible et l'invention de l'histoire : histoire ancienne d'Israël, Montrouge, Bayard, 2008, 616 p. (ISBN 978-2-227-47478-9).
- Thomas Römer (éd.), Jean-Daniel Macchi (éd.) et Christophe Nihan (éd.), Introduction à l'Ancien Testament, Genève/Paris, Labor et Fides, 2009 (1re éd. 2004), 902 p. (ISBN 978-2-8309-1368-2, lire en ligne).
- (en) Robert Kugler et Patrick Hartin, An Introduction to the Bible, Wm. B. Eerdmans Publishing, 2009, 538 p. (ISBN 978-0-8028-4636-5, lire en ligne), p. 51-67.
- (en) Joseph Blenkinsopp, Creation, Un-creation, Re-creation : A discursive commentary on Genesis 1–11, Continuum International Publishing Group, 2011, 214 p. (ISBN 978-0-567-37287-1, lire en ligne)
- (en) Craig A. Evans (dir.), Joel N. Lohr (dir.) et David L. Petersen (dir.), The Book of Genesis : Composition, Reception and Interpretation, Leiden/Boston, Brill, coll. « Supplements to Vetus Testamentum » (no 152), 2012, 763 p. (ISBN 978-90-04-22653-1, lire en ligne).
- (en) John H. Walton, Genesis, Zondervan, 2013, 176 p. (ISBN 978-0-310-49208-5)
- Béatrice Bakhouche (dir.), Science et exégèse : Les interprétations antiques et médiévales du récit biblique de la création des éléments (Genèse 1,1-8), Brepols, 2017 (ISBN 978-2-503-56703-7, présentation en ligne)
- Hélène de Saint-Aubert, « J'ai eu un homme avec le Seigneur ou le complexe d'Ève : traductions et interprétations de Gn 4, 1 », Travaux de littérature, vol. XXXI, 2018.

### Théologie
- André Wénin, Abraham ou l'apprentissage du dépouillement, Gn 11:27-25:18, Cerf, 2016
- André Wénin, Joseph ou l'invention de la fraternité. Lecture narrative et anthropologique de Genèse 37–50, coll. « Le livre et le rouleau » n° 21, Bruxelles, Lessius, 2005, 352 p.
- (en) Cardinal Joseph Ratzinger, 1995, In the Beginning, Edinburgh, (ISBN 978-0-80284-106-3)
- Pierre Gibert, La Genèse, livre universel de fondations

#### Texte intégral
- Version hébraïque : texte original suivant la version massorétique avec traductions en français de la Bible du Rabbinat et en anglais de la Jewish Publication Society

#### Études
- (en) Jewish virtual library, Encyclopaedia Judaica 2008, « Book of Genesis »
- Livre de la Genèse, par Pierre de Martin de Viviés
- Article « Admettons un instant que Darwin se soit trompé… Que dit la Bible à propos de la Genèse ? », aux pages 18 à 25 du magazine Allez savoir ! (no 43) de l'Université de Lausanne
- Mythes et sciences : « L'ordre de la création »
- Mythes et sciences : « La date de la création »